# Cabo Verde

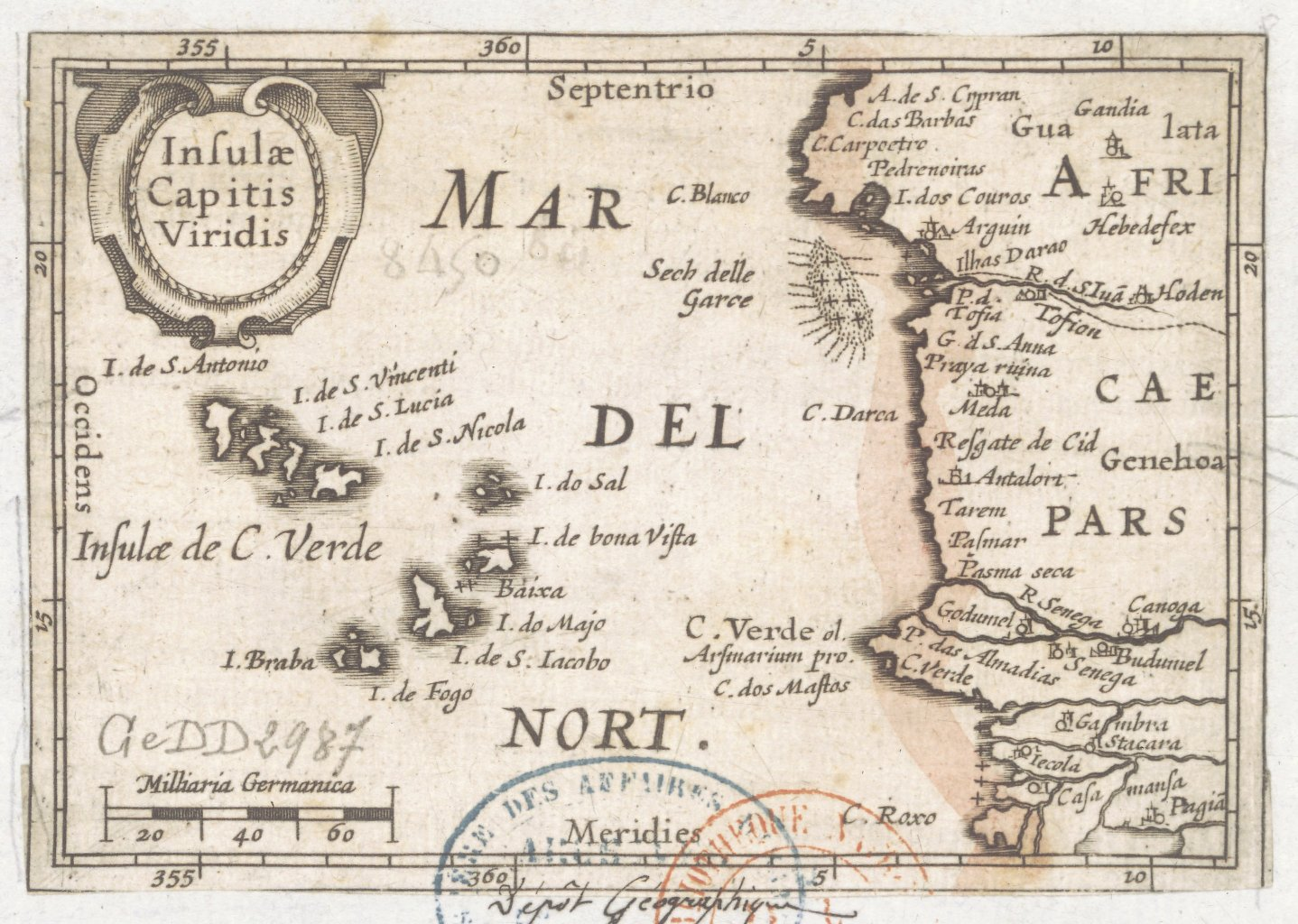
Insulae capitis Viridis (1598), mostrando Cabo Verde.

Cabo Verde, cuyo nombre oficial es República de Cabo Verde (en portugués: República de Cabo Verde), es un Estado soberano insular de África, situado en el océano Atlántico, más concretamente en el archipiélago volcánico macaronésico de Cabo Verde, frente a las costas senegalesas, que consta de diez islas volcánicas con una superficie terrestre combinada de aproximadamente 4033 km². Estas islas se encuentran entre 600 a 850 km (320 a 460 millas náuticas) al oeste de la península de Cabo Verde, situado en el punto más occidental de África continental. Las islas de Cabo Verde forman parte de la ecorregión de la Macaronesia, junto con las Azores, las Islas Canarias, Madeira y las Islas Salvajes. Su forma de gobierno es la república semipresidencialista.
El archipiélago de Cabo Verde estuvo deshabitado hasta el siglo XV, cuando los exploradores portugueses descubrieron y colonizaron las islas, estableciendo así el primer asentamiento europeo en los trópicos. Debido a que las islas de Cabo Verde se encontraban en una ubicación conveniente para desempeñar un papel en el comercio de esclavos en el Atlántico, Cabo Verde se volvió económicamente próspero durante los siglos XVI y XVII, atrayendo a comerciantes, corsarios y piratas. Se redujo económicamente en el siglo XIX debido a la supresión de la trata de esclavos en el Atlántico, y muchos de sus habitantes emigraron durante ese período. Sin embargo, Cabo Verde se recuperó económicamente en forma gradual al convertirse en un importante centro comercial y un útil punto de parada en las principales rutas marítimas. En 1951, Cabo Verde se incorporó como un departamento de ultramar de Portugal. El territorio se mantuvo al margen de la guerra colonial portuguesa, pero sus habitantes presionaron por la independencia total representados por el Partido Africano para la Independencia de Guinea y Cabo Verde, que además pedía una unión política con la Guinea Portuguesa continental. Cabo Verde y Guinea-Bisáu se independizaron por separado en 1975.
Tras la independencia, Cabo Verde se mantuvo bajo un régimen socialista de partido único hasta 1990, cuando accedió al multipartidismo. Desde entonces, la nación ha consolidado una sólida democracia representativa y se ha mantenido como uno de los países más desarrollados y libres de África, aunque enfrenta considerables escollos relacionados con las sequías constantes. Al carecer de recursos naturales, su economía en desarrollo está principalmente orientada a los servicios, con un enfoque creciente en el turismo y la inversión extranjera. Según el censo de 2021, tiene una población de 483 628 habitantes, la mayoría de herencia africana y europea mixta y predominantemente de religión católica, lo que refleja el legado del dominio portugués. Existe una importante comunidad de la diáspora caboverdiana en todo el mundo, especialmente en los Estados Unidos y Portugal, que supera en número a los habitantes de las islas. Cabo Verde es un Estado miembro de la Unión Africana.
De ámbito iberófono, su lengua oficial es el portugués y el país es miembro de la Comunidad de Países de Lengua Portuguesa (CPLP).

## Historia
Las anomalías magnéticas identificadas en las cercanías del archipiélago indican que las estructuras que forman las islas se remontan a 125-150 millones de años. Las islas emergieron sobre el océano hace 20 millones de años (en el este) hasta los 8 millones (en el oeste).

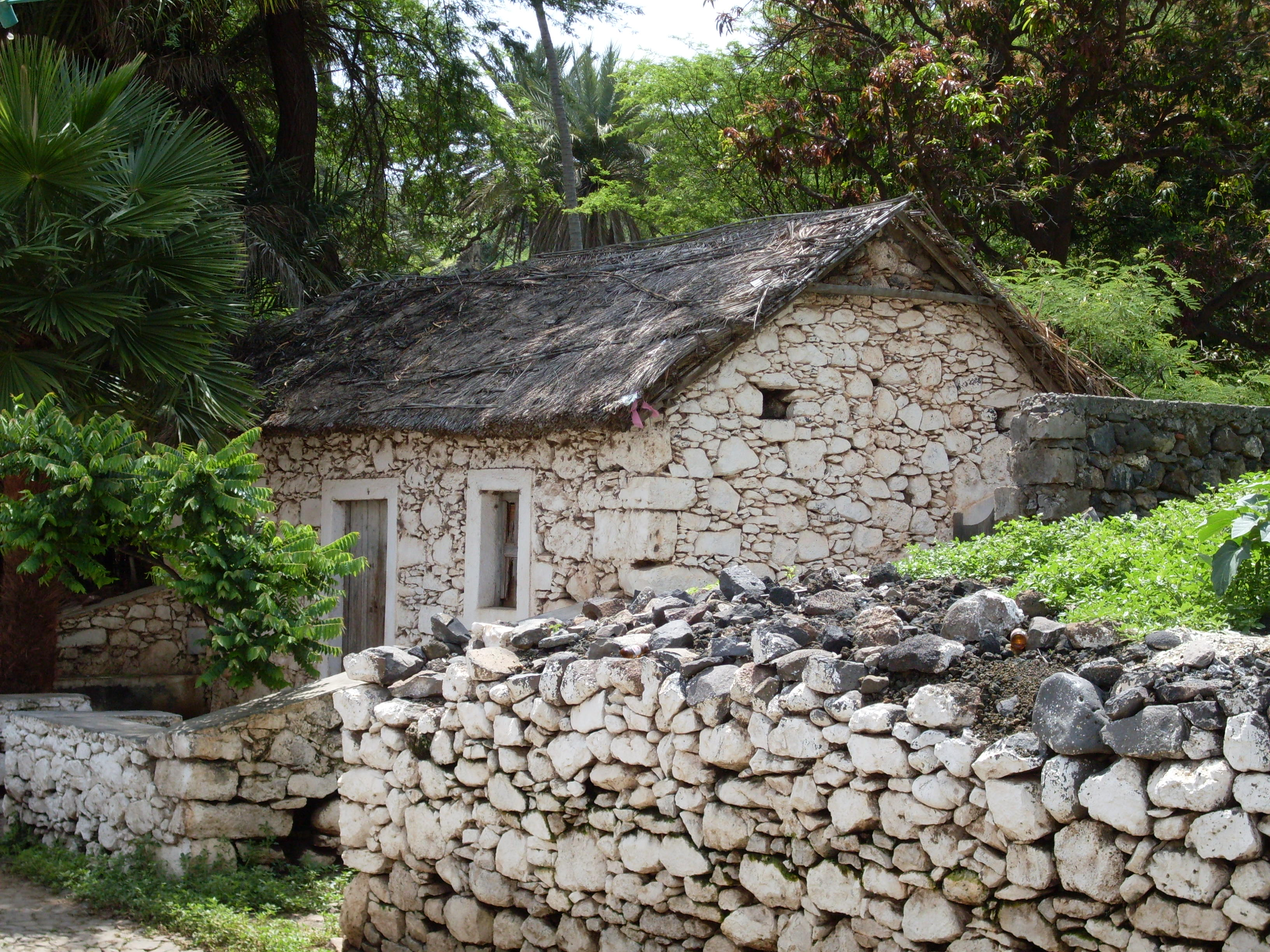
Casa tradicional de Cidade Velha (Ciudad Vieja), Cabo Verde

Posteriormente comenzó la colonización biológica, probablemente a través de balsas de restos de vegetación desde el continente africano cuando la salinidad del océano era menor, llegando al archipiélago sus primeros habitantes, gecos, lagartos e insectos, así como las propias plantas.
Se conocen unas pocas grandes erupciones volcánicas a través del registro geológico, incluyendo la de Praia Grande hace 4,5 millones de años, la de São Vicente, posiblemente la actual Porto Grande, hace 300 000 años, la de Topo da Coroa, hace 200 000 años, y la última, al este de la actual Fogo, hace 73 000 años, que inundó la isla costera de Santiago y posiblemente la de Brava y una parte de las islas Ventiladoras.
Durante la última Edad de Hielo, el nivel del mar descendió a unos 130 metros por debajo del nivel actual y las islas eran ligeramente más grandes. La Isla del Noroeste, la actual Santo Antão estaba a un kilómetro al noroeste de la isla, Boa Vista y Maio eran una sola isla, y había otra isla llamada Nola (Ila da Nola) al noroeste de Santo Antão que tenía unos 80 a 90 metros de altura. Hacia el final de la Edad de Hielo, la Isla Oriental (Ila Occidental) se dividió en tres islas, una quedó sumergida y es ahora el arrecife João Valente, el Canal de São Vicente se amplió hasta doce kilómetros de distancia de Santo Antão, la Isla Nola se sumergió y volvió a ser un monte submarino y el este de la isla Noroeste se dividió en Sao Vicente, la más pequeña Santa Luzia y los dos islotes de Branco y Raso.

### Descubrimiento
En el siglo XV, cuando los portugueses colonizaron el archipiélago, las islas hacían justicia a su nombre: estaban cubiertas por una densa vegetación tropical, que contrastaba con sus rocas volcánicas negras y el mar azul. No hay evidencia de que estuvieran pobladas antes de la llegada de los colonos, pero se considera probable que los árabes hubiesen visitado en siglos anteriores la isla de Sal para proveerse de esa sustancia.

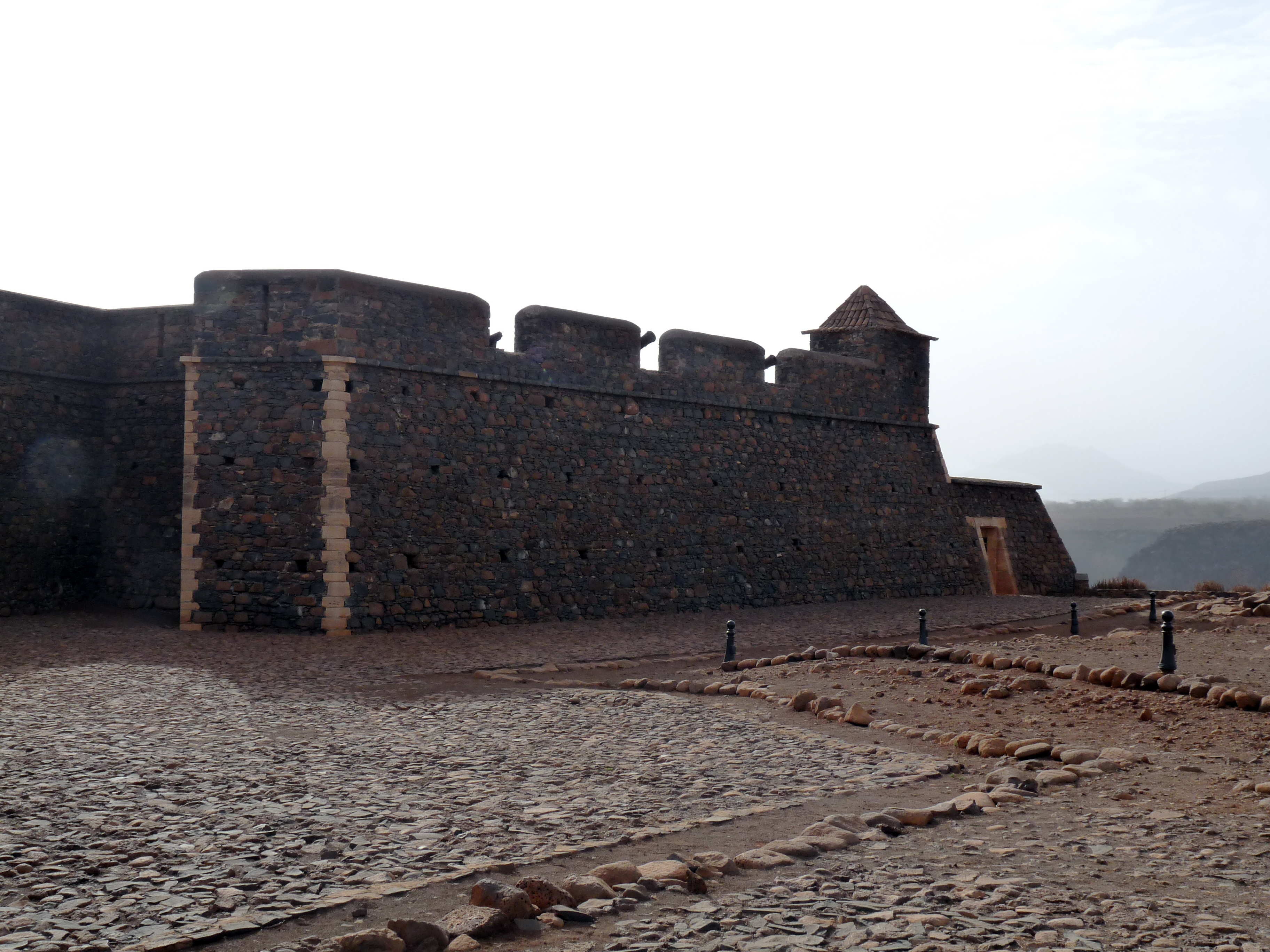
Fuerte Real de San Felipe (Fortaleza Real de São Filipe), que data de 1593

En 1462, los primeros colonos portugueses desembarcaron en lo que hoy es Santiago y fundaron la ciudad europea más antigua del trópico: Ribeira Grande (hoy Cidade Velha). Los portugueses introdujeron el cultivo de la caña de azúcar, pero el clima seco no era favorable. Así que se dedicaron fundamentalmente al comercio de esclavos, provenientes sobre todo de la costa occidental africana. El auge del esclavismo revolucionó la economía de Cabo Verde en solo unos pocos años. Mientras que en 1506 era una de las posesiones portuguesas en África que menos rentas proporcionaban a la Corona, para 1510 se había convertido en la segunda que más rentaba, solo superada por la Mina de Oro.

### Época colonial
Para los portugueses, las islas, situadas entre África, América y Europa, tenían gran interés estratégico. Desde 1517, quedó establecida la ruta oficial portuguesa de transporte de esclavos desde África hacia América, haciendo escala en Cabo Verde (la esclavitud se abolió en 1876). El asalto reiterado de piratas ingleses, neerlandeses y franceses obligó a los portugueses a trasladar colonos agricultores del Alentejo (al sudeste del Portugal peninsular, «granero» de ese país) al archipiélago.
La contracción de la actividad agrícola –famosa entre los siglos XVI y XIX por su algodón– provocó la emigración masiva de caboverdianos: la mayoría hacia Guinea-Bisáu (excolonia portuguesa muy vinculada al archipiélago), y posteriormente hacia Angola, Mozambique, Senegal, Brasil y, principalmente, Estados Unidos. En el siglo XIX, la prosperidad de las islas fue decayendo lentamente, debido a que habían cesado los dos ingresos que tenía: el algodón y los esclavos, por la prohibición mundial de la trata de esclavos. Entre 1941 y 1948, una prolongada hambruna provocó la muerte de un gran número de personas, unas 50 000 (casi un tercio de la población), ante la «indiferencia total» del Gobierno portugués: No llegó a enviarse ninguna ayuda humanitaria.

### Lucha por la independencia
En 1951, el estatus de islas cambió al de provincia de ultramar. La lucha por la liberación reforzó los lazos entre Guinea-Bisáu y Cabo Verde. En 1956, se creó el Partido Africano para la Independencia de Guinea y Cabo Verde, con militantes de ambos lados. Amílcar Cabral, fundador e ideólogo, concibió la lucha y el desarrollo conjunto, a partir de economías complementarias. En 1961 comenzó la guerrilla en el continente africano, donde lucharon centenares de caboverdianos. En 1974 cayó el régimen colonial tras la Revolución de los Claveles en Portugal. Luego de un Gobierno de transición, en 1975 se proclamó la independencia: un mismo partido –el PAIGC– pasó a gobernar en dos países. Aristides Pereira fue presidente de la República de Cabo Verde, y el comandante Pedro Pires su primer ministro. El PAIGC dio los primeros pasos hacia una federación entre Cabo Verde y Guinea-Bisáu: las asambleas nacionales de ambos países constituyeron un Consejo de la Unión.

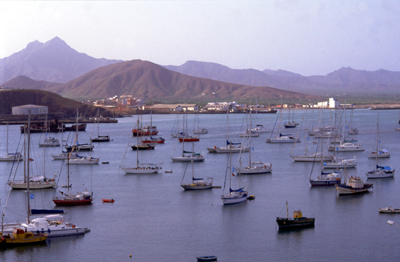
São Vicente, Cabo Verde.

### Gobierno del partido único
A partir de 1975, el área boscosa de Cabo Verde aumentó desde las 3000 hasta las 45 000 hectáreas: el Gobierno previó en diez años otras 75 000, que autoabastecerían de leña a la población. En las estaciones lluviosas, hombres y mujeres dejaban hogares y oficinas para plantar árboles durante una semana. Se implantó la reforma agraria, con prioridad en la producción de alimentos para consumo de la población (se producía solo el 5 %), en vez de favorecer los cultivos de exportación característicos del período imperial portugués. A pesar de estas acciones, la producción agrícola descendió por las grandes sequías y el Gobierno se volcó en promover la pesca.
Cabo Verde apoyó a Angola en la segunda guerra de liberación. Permitió el puente aéreo de aviones cubanos en el archipiélago, ayudando a derrotar la invasión del territorio angoleño por tropas de Zaire y Sudáfrica y adoptó una política de no alineamiento, garantizando que no se instalarían bases militares extranjeras.
En 1981, cuando el PAIGC discutía una nueva Constitución para Guinea y Cabo Verde, fue depuesto el presidente Luís Cabral, de Guinea-Bisáu.[cita requerida] João Bernardino Vieira asumió el cargo y fue hostil a la integración con Cabo Verde. Ese año, el PAIGC realizó en Cabo Verde un congreso de emergencia debido a los cambios políticos en Guinea-Bisáu. Luego de ratificar los principios de Cabral, cambió su nombre a Partido Africano para la Independencia de Cabo Verde (PAICV), separándose orgánicamente del partido de Guinea. Las relaciones de ambos Gobiernos fueron tensas, hasta que la mediación, en 1982, de Angola y Mozambique logró que el presidente mozambiqueño Samora Machel reuniera en Maputo a Pereira (reelegido en 1981) y a Vieira. En la Conferencia de excolonias Portuguesas en África (1982), realizada en Cabo Verde (ciudad de Praia), Vieira participó junto a sus colegas de Angola, Mozambique, Cabo Verde y São Tomé. Se normalizaron las relaciones diplomáticas, aunque el partido no se reunificó y se abandonaron los planes de unión.

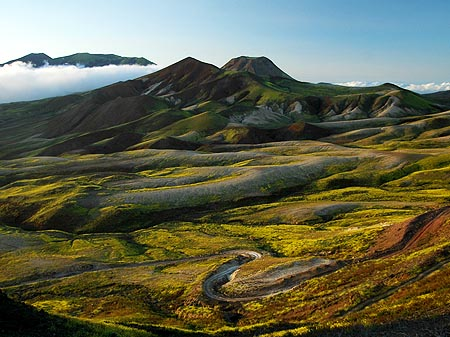
Santo Antão, Cabo Verde.

En 1984, la sequía redujo las cosechas un 25 % respecto a cinco años antes, el déficit de la balanza comercial fue de 70 millones de dólares y la deuda externa se situó en 98 millones de dólares. El sistema de distribución de alimentos y la eficiente gestión estatal evitaron que el país cayera en la hambruna.[cita requerida] Pobre en recursos naturales, con solo el 10 % de la tierra cultivable, Cabo Verde depende mucho de la importación de alimentos, sobre todo bajo forma de ayuda humanitaria. La escasez obligó al país a depender de la ayuda extranjera, complicando los proyectos del «Primer Plan de Desarrollo». En 1986, el «Segundo Plan de Desarrollo» dio prioridad al sector privado de la economía (sobre todo al informal) y se combatió la desertificación. La meta fue recuperar –hasta 1990– más de cinco mil hectáreas de tierra y poner a funcionar un sistema único de administración y distribución de las reservas de agua del país. En una primera etapa, se construyeron más de quince mil diques de contención de aguas pluviales y se forestaron 23 101hectáreas. Pese a la sequía, aumentó la productividad agropecuaria, que abasteció casi totalmente de carne y hortalizas a la población, sin recurrir a la importación.[cita requerida]

### Multipartidismo
En 1991, António Mascarenhas Monteiro (que presidió durante una década la Corte Suprema de Justicia), fue elegido presidente, en las primeras elecciones libres y multipartidarias del país. Se inició la transición a una economía de mercado, privatizando empresas de seguros, pesca y bancos, según las exigencias de los organismos internacionales. La ayuda externa representaba un 46 % del PIB, y un 15 % adicional provenía de las remesas de dinero de los 700 000 caboverdianos residentes en el exterior. El Gobierno del MPD (centrista) se enfrentó a un desempleo del 25 % y anunció la reestructuración del Estado. En 1993, comenzó la reducción a la mitad de los 12 000 funcionarios públicos, al tiempo que liberó gradualmente los precios. El presupuesto de 1994, pese a recortar el gasto público, aumentó la inversión pública (en transporte, telecomunicaciones y desarrollo rural) de 80 millones de dólares en 1993 a 138 millones en 1994.

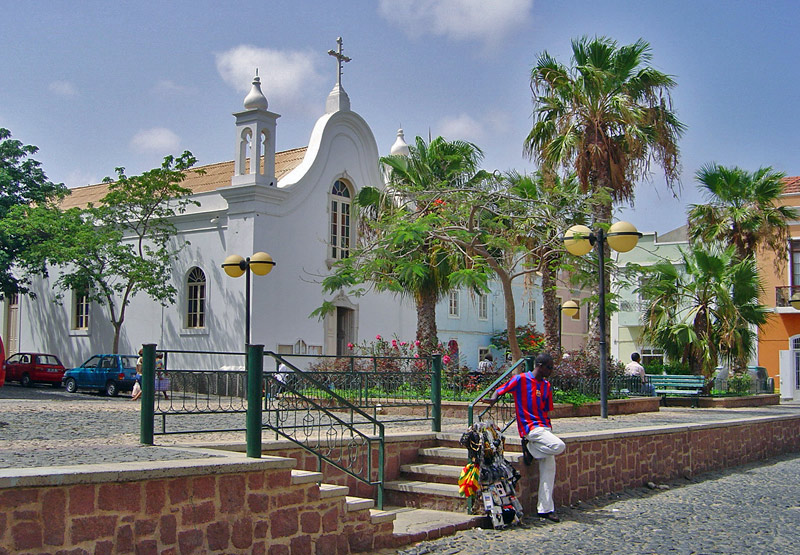
Procatedral de Nuestra Señora de la Luz en Mindelo, cuya historia se remonta a la colonización portuguesa en 1845

En 1995, el primer ministro Carlos Veiga hizo cambios para favorecer la transición a la economía de mercado y fusionó los ministerios de Finanzas, Coordinación Económica y Turismo, Industria y Comercio en uno solo: Ministerio de Coordinación Económica. En 1997, el Banco de Desarrollo Africano prestó 4,9 millones de dólares para reconstruir carreteras. Cabo Verde también recibió apoyo económico de China y creó una asociación con Angola para invertir en salud y bienestar social.
En 1998 y 1999 se repitieron informes sobre la brutalidad de la policía: los presos excedían la capacidad de las cárceles, carentes de las instalaciones mínimas razonables. La autocensura de los medios era habitual.

### SigloXXI
Las elecciones presidenciales de 2001 debieron repetirse por las acusaciones de fraude y el escaso margen final (50,05 % contra 49,95 %). La Corte Suprema decidió el resultado final, después de las apelaciones cursadas por irregularidades en la votación: Pires, del PAICV, fue declarado ganador por 17 votos, sucediendo a Monteiro y convirtiéndose así en el tercer Presidente de Cabo Verde. José Maria Pereira Neves fue elegido primer ministro.
Pires intensificó los esfuerzos para descentralizar y privatizar el sector público. En 2002, firmó un acuerdo de cooperación con Francia por 610 millones de euros, que ayudaría a ese propósito.
Una vez realizadas las privatizaciones, el coste de los servicios básicos aumentó y se complicó el acceso al agua potable fuera de la capital. El Gobierno pretendía informatizar en cinco años todas las escuelas del país, poniendo al menos un ordenador y Pereira Neves anunció la puesta en marcha del plan de desarrollo "Operación Esperanza". «Mi investidura existe para dar garantía al futuro de los niños de Cabo Verde», enfatizó.
En septiembre de 2004, el ministro de finanzas, João Pinto Serra, prometió en una carta oficial dirigida al Fondo Monetario Internacional (FMI) que agilizaría las reformas estructurales en la administración de su Gobierno en lo que restaba del año, para agilizar también las privatizaciones. Las reformas se dirigirían hacia los sectores de energía, agua, telecomunicaciones, transporte, pesca y navegación.
En mayo de 2005, el primer ministro Neves señaló que el país podría intentar ingresar en la OTAN. Un mes antes, la OTAN había elegido a Cabo Verde para probar, por primera vez en África, su fuerza de reacción. En junio, el opositor Movimiento para la Democracia llamó a debatir «urgentemente» la relación especial entre Cabo Verde y la Unión Europea.
En las elecciones parlamentarias de enero de 2006, ganó nuevamente el PAICV y Pires resultó elegido presidente.

## Geografía

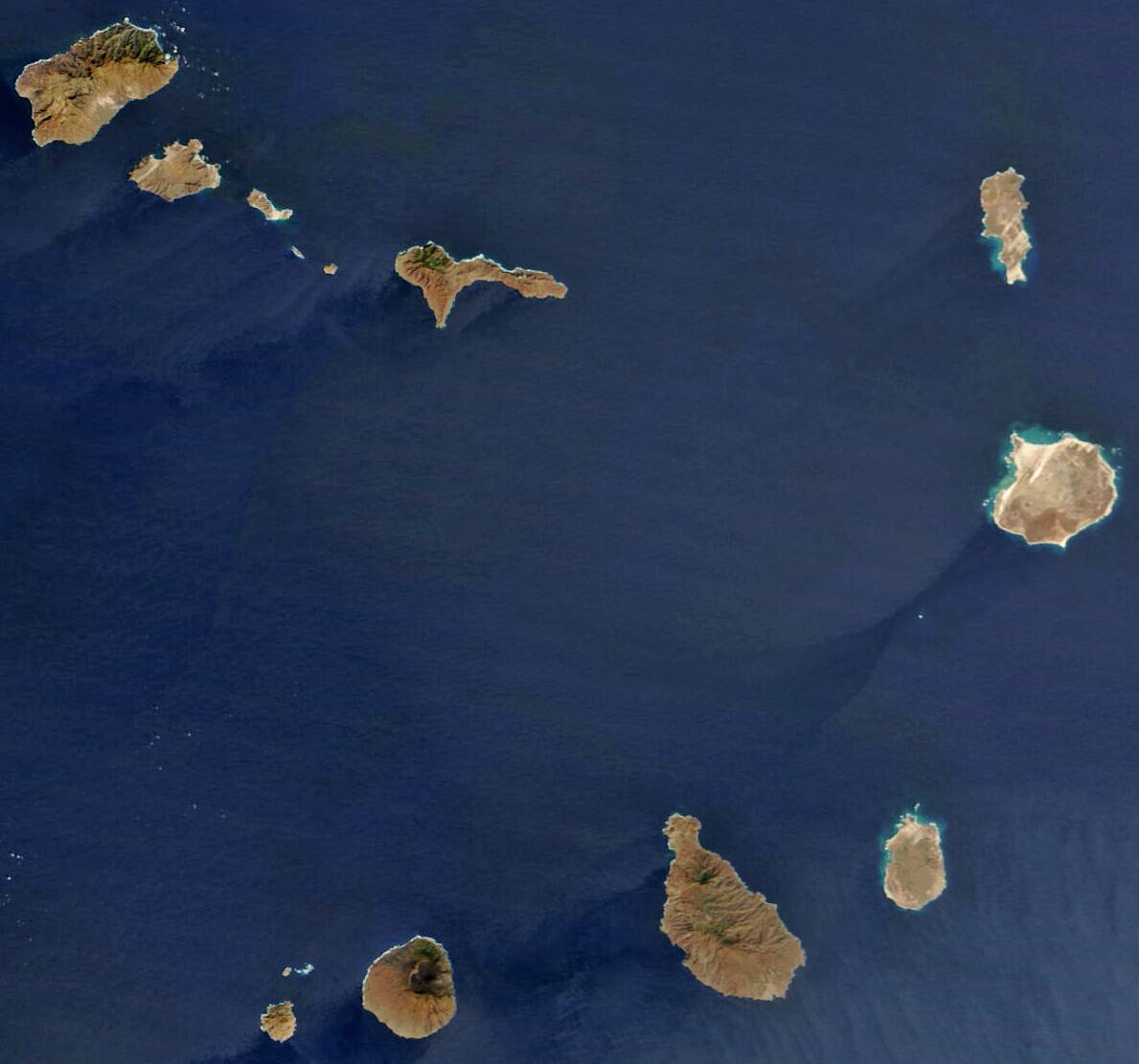
Imagen cenital del archipiélago.

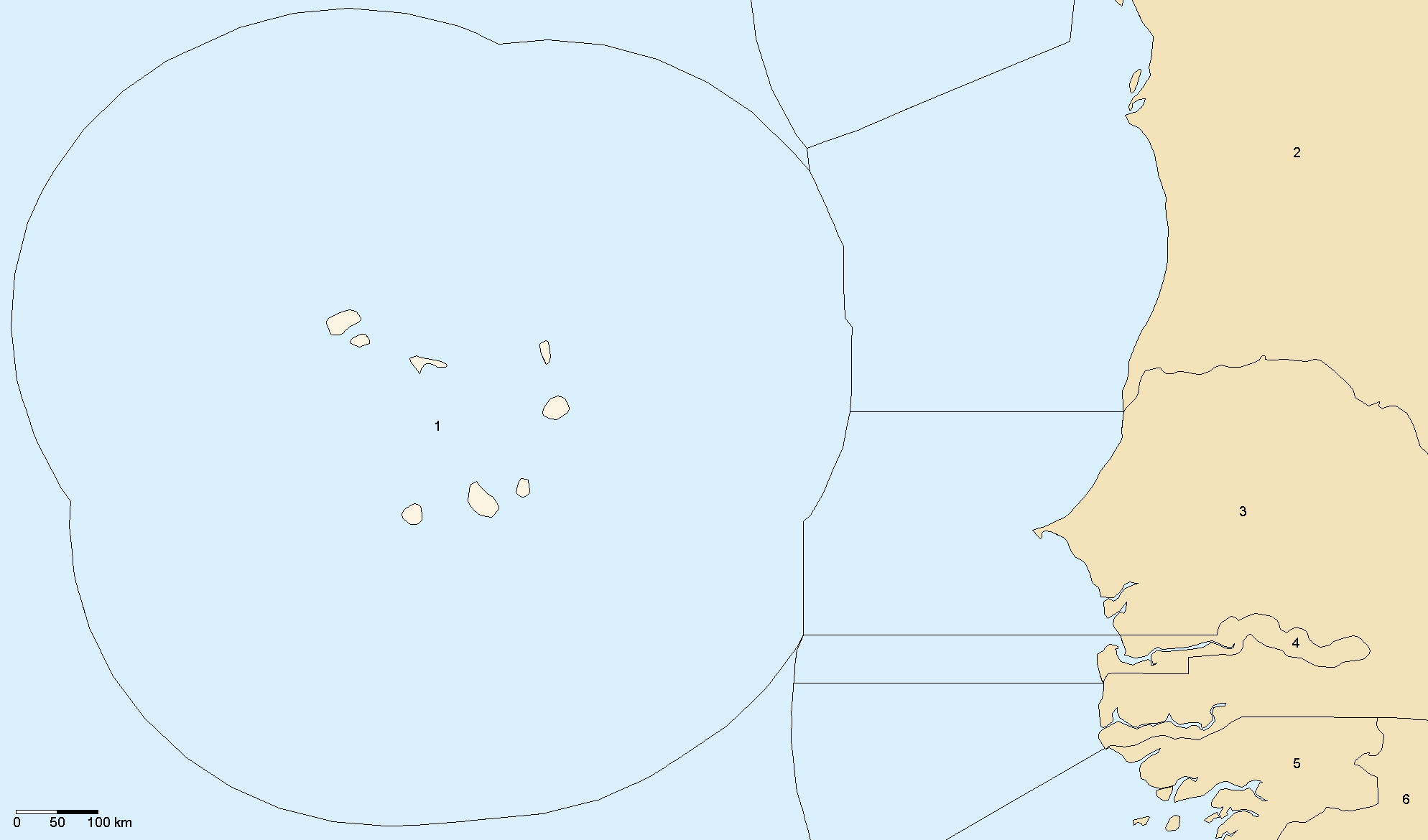
Zona Económica Exclusiva de Cabo Verde

El archipiélago forma parte de la región de Macaronesia. Se compone de diez islas grandes y cinco menores. Las islas de Barlovento incluyen Santo Antão, São Vicente, Santa Luzia (deshabitada), São Nicolau, Sal y Boavista. Las de Sotavento incluyen Maio, Santiago, Fogo y Brava.
En la isla de Sal está el aeropuerto Amilcar Cabral, el mayor internacional del país. Otras islas importantes son Santiago y São Vicente, donde se encuentran la capital Praia y Mindelo, respectivamente.
Entre los islotes que forman Cabo Verde destacan Islote Raso (7 km²), Islote Branco (3 km²), Islote Grande (2 km²), Islote Cima (1,15 km²) e Islote Carneiro (0,22 km²).
Las islas son de origen volcánico. En la de Fogo existe un volcán activo (última erupción en 2014). En su mayor parte, son montañas escarpadas cubiertas de cenizas volcánicas, por lo que hay poca vegetación. El clima es seco y caluroso, con una media de temperatura de 20-25 °C. En los meses de enero y febrero, el archipiélago sufre la influencia de tempestades procedentes del Sáhara.

### Islas mayores
| N.º | Nombre en portugués | En español  | Área    | Habitantes (2015) |
| --- | ------------------- | ----------- | ------- | ----------------- |
| 1   | Santiago            | Santiago    | 991 km² | 294 135           |
| 2   | Santo Antão         | San Antón   | 779 km² | 40 547            |
| 3   | Boavista            | Buena Vista | 620 km² | 14 451            |
| 4   | Fogo                | Fuego       | 476 km² | 35 837            |
| 5   | São Nicolau         | San Nicolás | 388 km² | 12 424            |
| 6   | Maio                | Mayo        | 269 km² | 6980              |
| 7   | São Vicente         | San Vicente | 227 km² | 81 014            |
| 8   | Sal                 | Sal         | 216 km² | 33 747            |
| 9   | Brava               | Brava       | 67 km²  | 5698              |
| 10  | Santa Luzia         | Santa Lucía | 35 km²  | Deshabitada       |

Actualmente, Cabo Verde se enfrenta a problemas ecológicos como la erosión y la desaparición de varias especies de aves, peces y reptiles, ocasionada por el exceso de pastoreo, cultivos y pesca. Desde hace más de treinta años, las islas sufren una gran sequía.

### Clima

Vientos harmattan desde el Desierto del Sahara, arrastrando calima sobre el archipiélago de Cabo Verde.

El clima de Cabo Verde es poco común, tropical árido, con temperaturas suaves debido a la corriente de las Islas Canarias, de aguas frías, y a los vientos alisios, que soplan desde el nordeste, especialmente entre noviembre y mayo, y que se refrescan al pasar sobre el mar, cuya temperatura oscila todo el año entre 23 °C en enero y 27 °C entre agosto y octubre.
Tanto en las islas de Barlovento como en las de Sotavento existe una breve estación lluviosa entre agosto y octubre, cuando se pueden producir lluvias fuertes coincidiendo con el periodo más cálido del año. Esto es debido al desplazamiento hacia el norte de la zona de convergencia intertropical. Las lluvias son muy irregulares, a veces no se presentan o se acumulan en pocos días, provocando inundaciones, también debido a la escasez de vegetación. En Mindelo, en la isla de São Vicente, en Barlovento, caen unos 100 mm al año, de los que la mitad caen en septiembre, y el resto repartidos en agosto y octubre. Las temperaturas oscilan entre los 19-23 °C de mínima y los 23-27 °C de máxima, siendo los meses más fríos y secos de diciembre a mayo, con el viento del nordeste, y los más cálidos de junio a noviembre. En Sotavento hace algo más de calor y llueve más por la influencia de vientos de sur. En Praia, en la isla de Santiago, caen unos 250 mm, con máximos de 100 mm en agosto y septiembre, algo en octubre y prácticamente nada en el resto de meses. Las temperaturas oscilan entre 19-20 °C de mínima y 29 °C de máxima en los meses húmedos.
Cuando el viento sopla del desierto, las temperaturas pueden subir a 35-37 °C entre mayo y octubre. Las montañas actúan de freno a los vientos y pueden provocar neblinas en las caras septentrionales de las más altas en los meses secos, con lloviznas, permitiendo algo de vegetación. Los alisios empiezan a soplar en noviembre, pero a veces sopla el harmattan con nubes de polvo que dificultan la visibilidad.

### Geología
El archipiélago de Cabo Verde es de origen volcánico. La mayor elevación de Cabo Verde es el cono volcánico del Pico do Fogo, con 2829 m. En 1995, volvió a entrar en erupción tras una fase de letargo de 44 años. Esto dio lugar al cráter adventicio "Pequeno Fogo", de 1920 m de altura, en cuyos bordes siguen activas las fumarolas calientes. Este volcán volvió a estar activo desde el 23 de noviembre de 2014, escupiendo nubes de ceniza y fuego. Dos pueblos y otros pequeños asentamientos de la Caldeira fueron destruidos por la lava en erupción, que se vertió en la Caldeira con tres corrientes principales. 

La actividad volcánica finalizó el 8 de febrero de 2015. Las islas del noroeste, Santo Antão, São Vicente y São Nicolau, así como Santiago, son también volcánicas jóvenes y de alta montaña, mientras que las islas del este son mucho más antiguas, de erosión plana, salvo algunas montañas testigo, y dotadas de una base caliza. También pertenecen al archipiélago los siguientes montes submarinos: el monte Nola (al oeste de Santo Antãos), el monte Boavista (al este de Boa Vistas), el monte Cabo Verde (al sureste de Boa Vistas), el monte Maio (al este de Maio) y el monte Cadamosto (al sur de Brava).

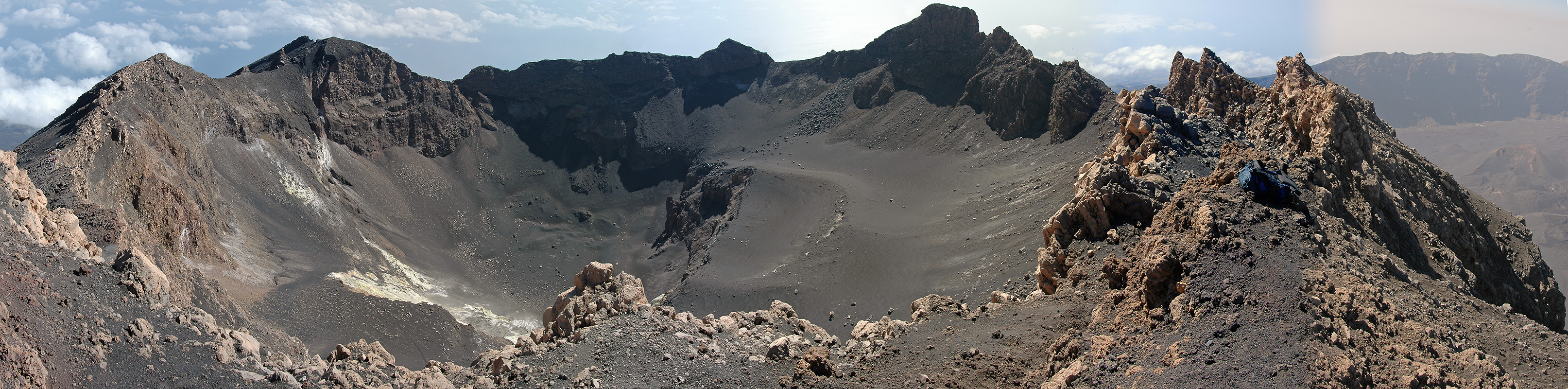
Pico de Fogo, Cabo Verde.

Es posible que el arrecife João Valente, al sur de Boa Vista, también pertenezca a los montes submarinos. En las islas no hay ríos ni arroyos permanentes, salvo la Ribeira da Torre y la Ribeira da Paúl (ambas en la isla de Santo Antão). En el interior de Boavista, el pequeño lago de agua dulce Odjo d'Água existe todo el año. En la temporada de lluvias, los valles de las ribeiras (arroyos), que de otro modo estarían secos, a menudo se convierten en furiosos torrentes y destruyen carreteras y caminos, que a veces permanecen intransitables durante mucho tiempo.

### Áreas protegidas
Las áreas protegidas fueron declaradas en el Boletín Oficial de Cabo Verde, en febrero de 2003.
En la isla de Santo Antão las áreas protegidas son:
- Reserva natural Cruzinha
- Parque natural Cova/Ribeira Paúl/Torre
- Parque natural Moroços
- Parque natural Tope de Coroa
- Paisaje protegido Pombas

La isla de São Vicente cuenta con:
- Parque natural Monte Verde

En la isla de Santa Luzia:

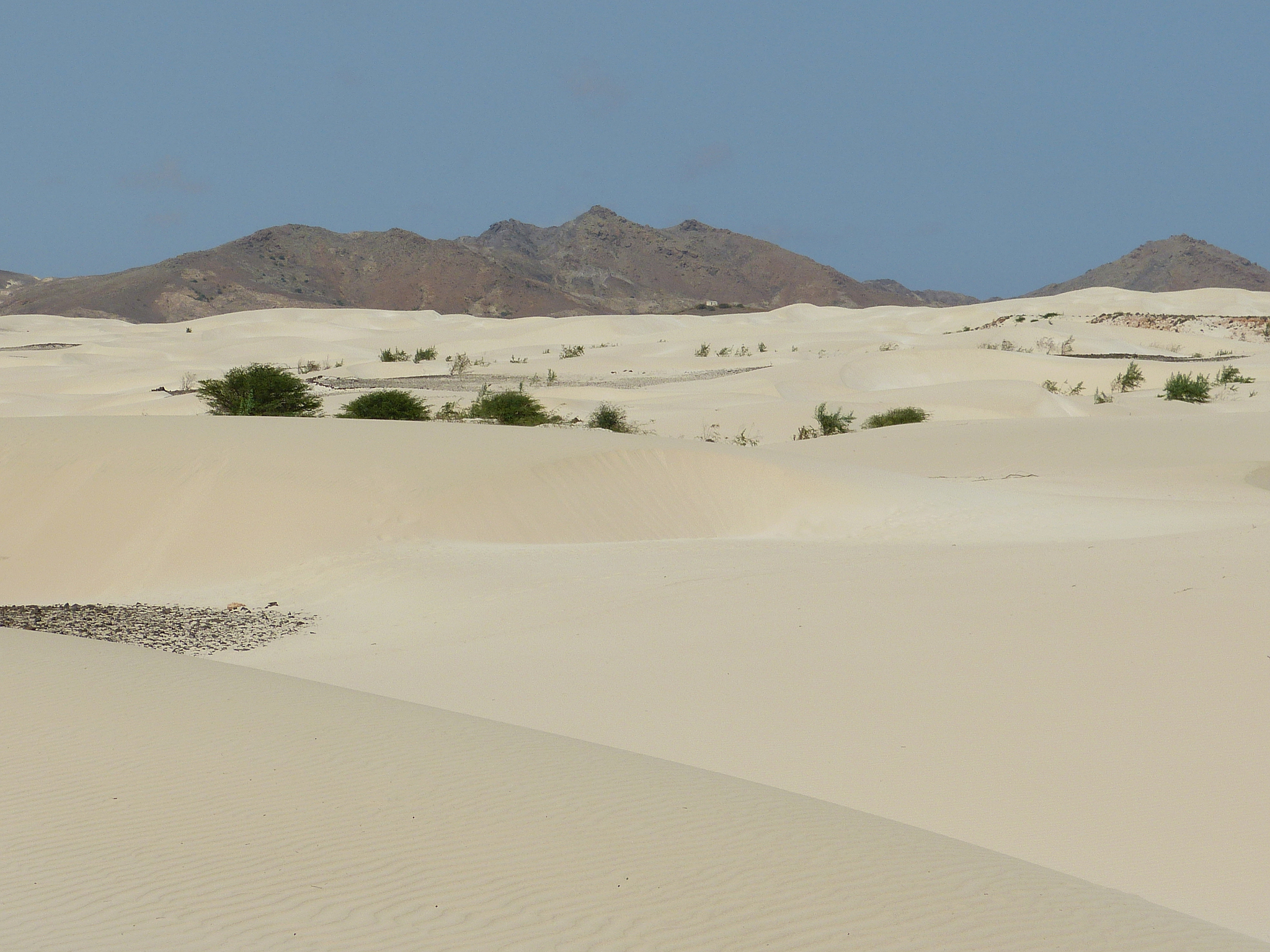
Desierto de Viana, Cabo Verde

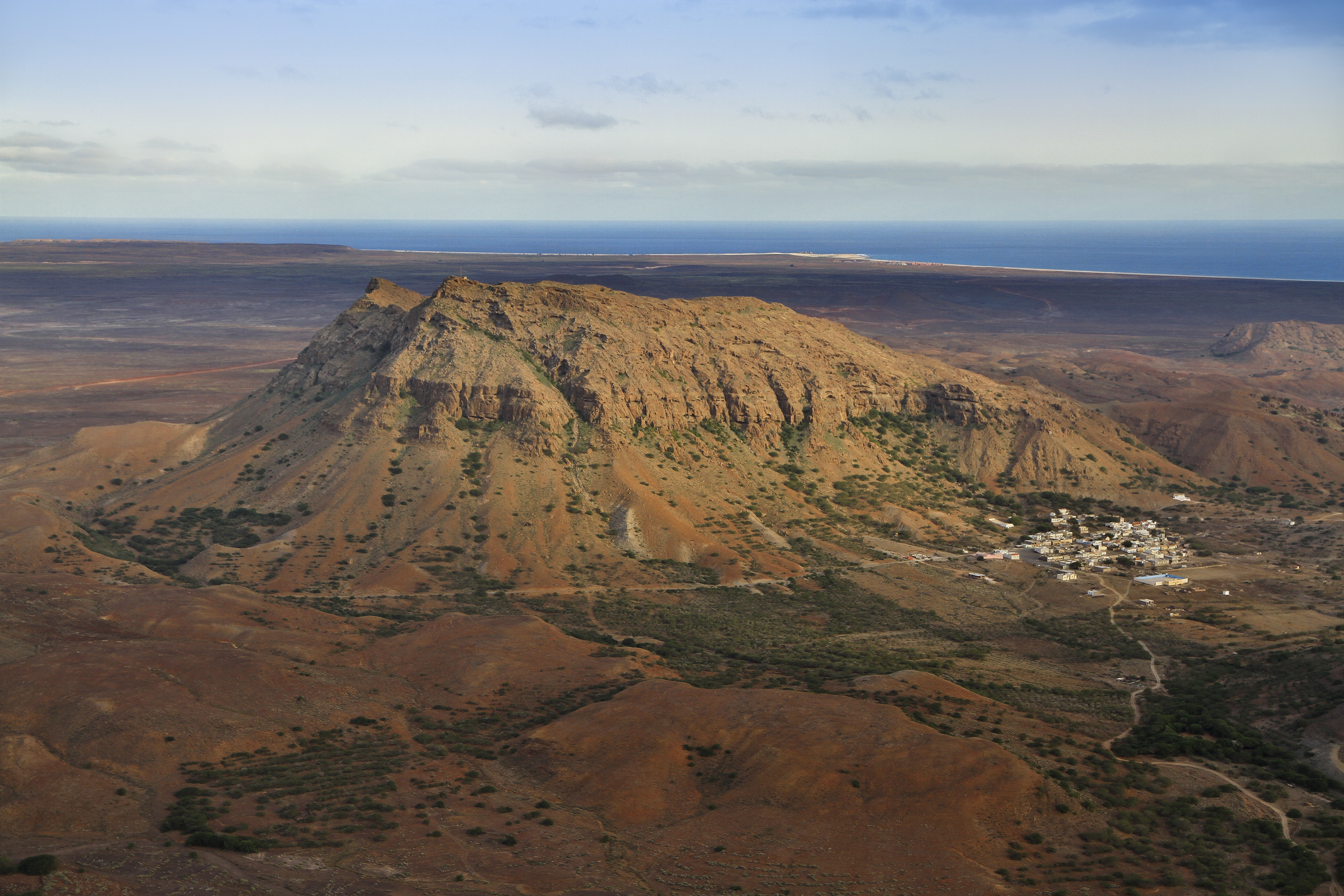
Monumento natural Rocha Estáncia

- Reserva natural integral Santa Luzia y los islotes de Ilhéu Raso and Ilhéu Branco

La isla de São Nicolau tiene:
- Parque natural de Monte Gordo
- Reserva natural de Monte do Alto das Cabaças.

La Isla de Sal tiene 11 áreas protegidas:
- Reserva natural Costa da Fragata
- Reserva natural Ponta do Sinó
- Reserva natural Rabo de Junco
- Reserva natural Serra Negra
- Reserva natural Baía da Murdeira
- Monumento natural Morrinho de Açúcar
- Monumento natural Morrinho do Filho
- Paisaje protegido Monte Grande
- Paisaje protegido Buracona-Ragona
- Paisaje protegido Salinas de Pedra de Lume y Cagarral
- Paisaje protegido Salinas de Santa Maria

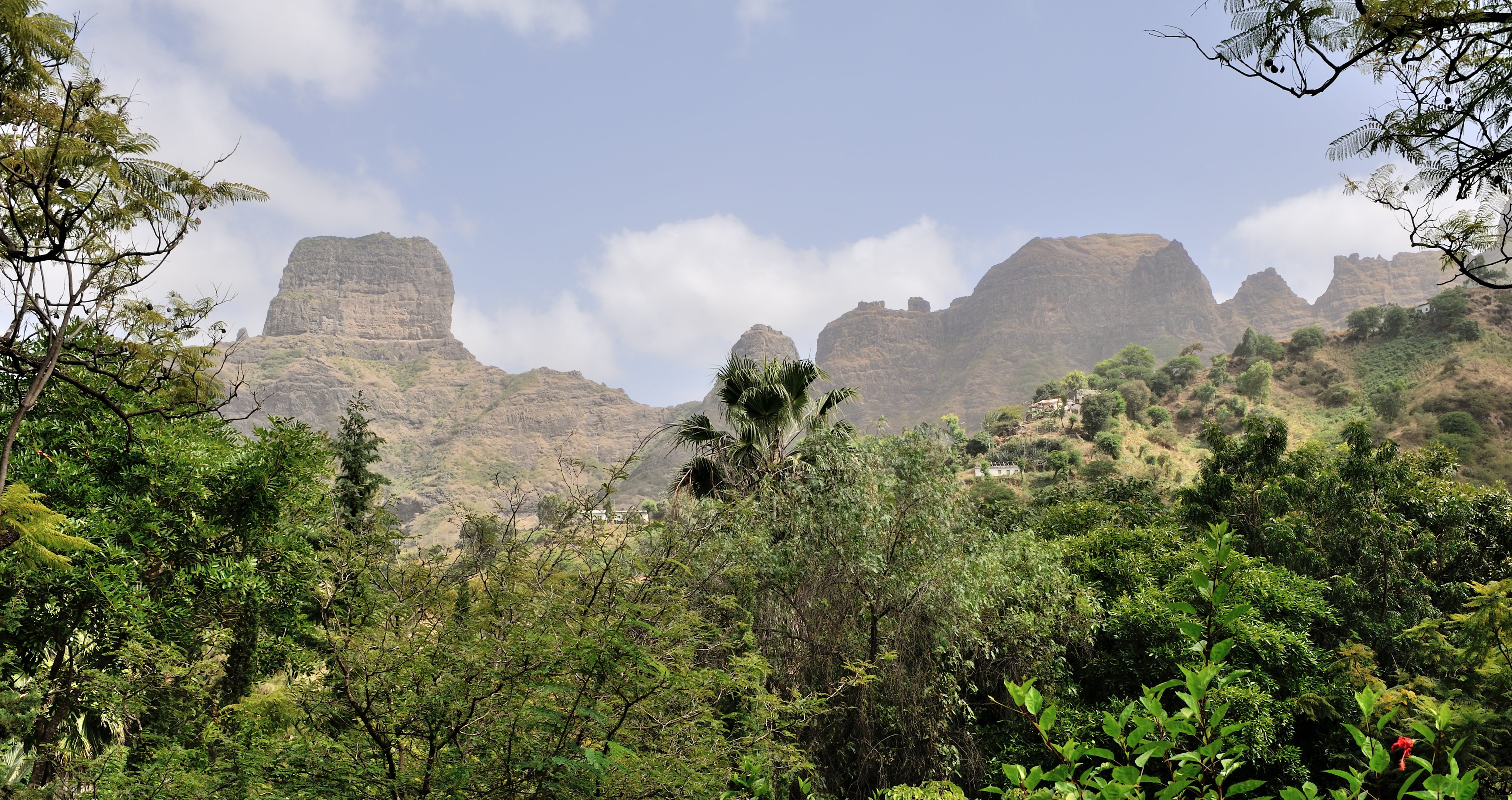
Montañas vistas desde el Jardín Botánico Nacional de São Jorge dos Órgãos, Isla de Santiago

En la isla de Maio están protegidas:
- Reserva natural Casas Velhas
- Reserva natural Lagoa Cimidor
- Reserva natural Praia do Morro
- Reserva natural Terras Salgadas
- Parque natural Barreiro-Figueira
- Paisaje protegido Monte Penoso and Monte Branco
- Paisaje protegido Monte Santo António
- Paisaje protegido Salinas do Porto Inglês

La isla de Boa Vista es la que tiene el mayor número de parques y monumentos naturales. Estos son:
- Reserva natural integral Ilhéu de Baluarte
- Reserva natural integral Ilhéu de Curral Velho
- Reserva natural integral Ilhéu dos Pássaros
- Reserva natural Boa Esperança
- Reserva natural Morro de Areia
- Reserva natural Ponta do Sol
- Reserva natural Tartaruga
- Parque natural Norte
- Monumento natural Monte Estância
- Monumento natural Monte Santo António
- Monumento natural Rocha Estância
- Monumento natural Ilhéu de Sal Rei
- Paisaje protegido Monte Caçador and Pico Forcado
- Paisaje protegido Curral Velho

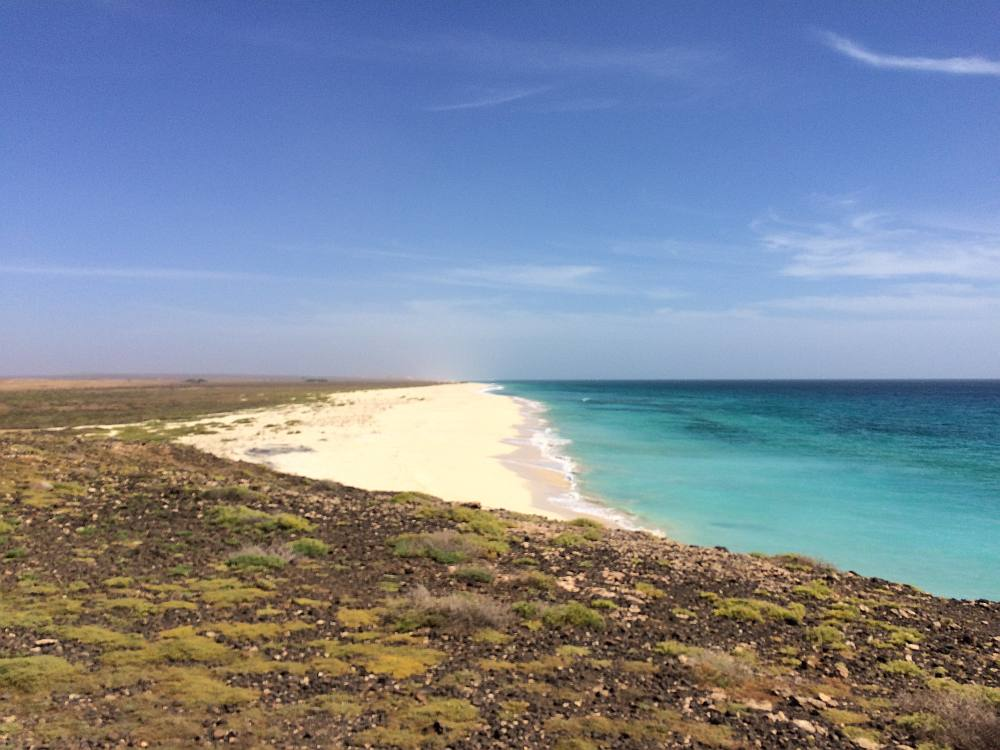
Curral Velho, Cabo Verde

La isla de Santiago tiene dos áreas preservadas:
- Parque natural Serra do Pico de Antónia
- Parque natural Serra Malagueta

La Isla de Fogo tiene:
- Parque natural de Bordeira, Chã das Caldeiras y Pico Novo.

La isla de Brava tiene:
- Reserva natural integral Ilhéus do Rombo

Con el fin de preservar los ecosistemas marinos y desarrollar la pesca de forma pragmática, la acción iniciada incluyó la creación de reservas marinas: Isla de Santa Luzia, y los Islotes Raso y Branco, Boavista, Sal y Maio; y el Proyecto de Conservación de Especies Marinas Amenazadas de Cabo Verde.

## Fauna y flora
Según Arechavaleta et al. se conocen 3251 especies en el archipiélago, de las cuales 540 (16,6 %) son endémicas y 240 exclusivas de una de las islas. Por otro lado, se han descrito 21 géneros endémicos de Cabo Verde: uno de fanerógamas, uno de líquenes y diecinueve de artrópodos. De estos últimos, diez géneros son exclusivos de alguna de las islas.

### Fauna

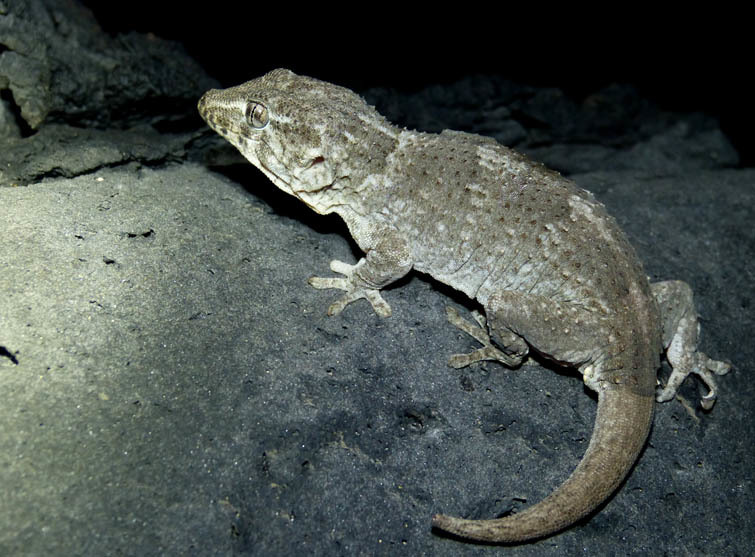
Tarentola gigas brancoensis en Cabo Verde

Cabo Verde no tiene ninguna especie de mamífero terrestre autóctono, pero muchas especies han sido introducidas. Entre ellos se encuentran un primate, el cercopiteco verde  (Cercopithecus aethiops), varias especies de murciélagos, el murciélago orejudo gris (Plecotus austriacus), el murciélago montañero (Hypsugo savii), el murciélago de borde claro (Pipistrellus kuhlii) y una especie de mangosta, la mangosta rufa (Galerella sanguinea). En la isla de Fogo hay cabras pardas, importadas por los portugueses. También introdujeron roedores por accidente.
No hay anfibios naturales en el territorio, pero sí una especie introducida, Bufo regularis.

Cabo Verde alberga muchas especies de aves. Hay 130 especies migratorias, 36 de las cuales anidan en el territorio. También hay especies no migratorias, cuatro de las cuales son endémicas: el vencejo de Cabo Verde (Apus alexandri), alondra de Raso (Alauda razae), carricero de Cabo Verde (Acrocephalus brevipennis) y gorrión de Cabo Verde (Passer iagoensis). Aunque no son endémicos, el flamenco común (Phoenicopterus roseus) y el alimoche común (Neophron percnopterus) son muy comunes.

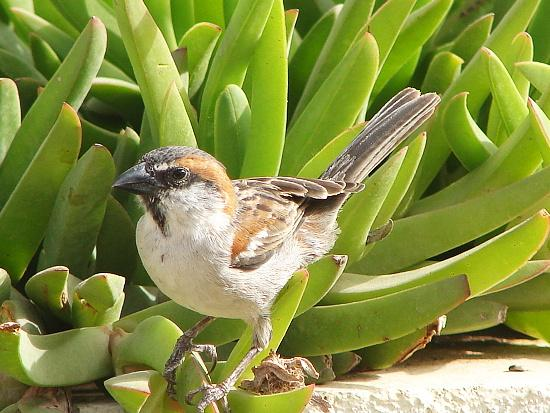
Passer iagoensis en la isla de Sal, Cabo Verde

La fauna de Cabo Verde es rica en artrópodos, con 111 especies conocidas de arañas, el 41 % de las cuales son endémicas, 470 especies de escarabajos, el 33 % de las cuales son endémicas, 251 especies de himenópteros, el 33 % de las cuales son endémicas, y 204 especies de dípteros, el 26 % de las cuales son endémicas.
La fauna marina está formada por corales, crustáceos, moluscos, tiburones y otros peces y cetáceos (delfines, ballenas). Hay varias especies de langostas, como Panulirus regius, Palinurus charlestoni, Panulirus echinatus y Scyllarides latus. Estas especies han sido muy explotadas por su valor económico y ahora están en peligro de extinción.Las especies de peces más comunes son el atún de aleta amarilla (Thunnus albacares), el atún listado (Katsuwonus pelamis), Decapterus macarellus, D. punctatus, Selar crumenophthalmus, Epinephelus guaza y Cephalopholis taeniops. Los tiburones presentes pertenecen principalmente al género Centrophorus, también se puede observar el tiburón tigre (Galeocerdo cuvier) y Mustelus mustelus.

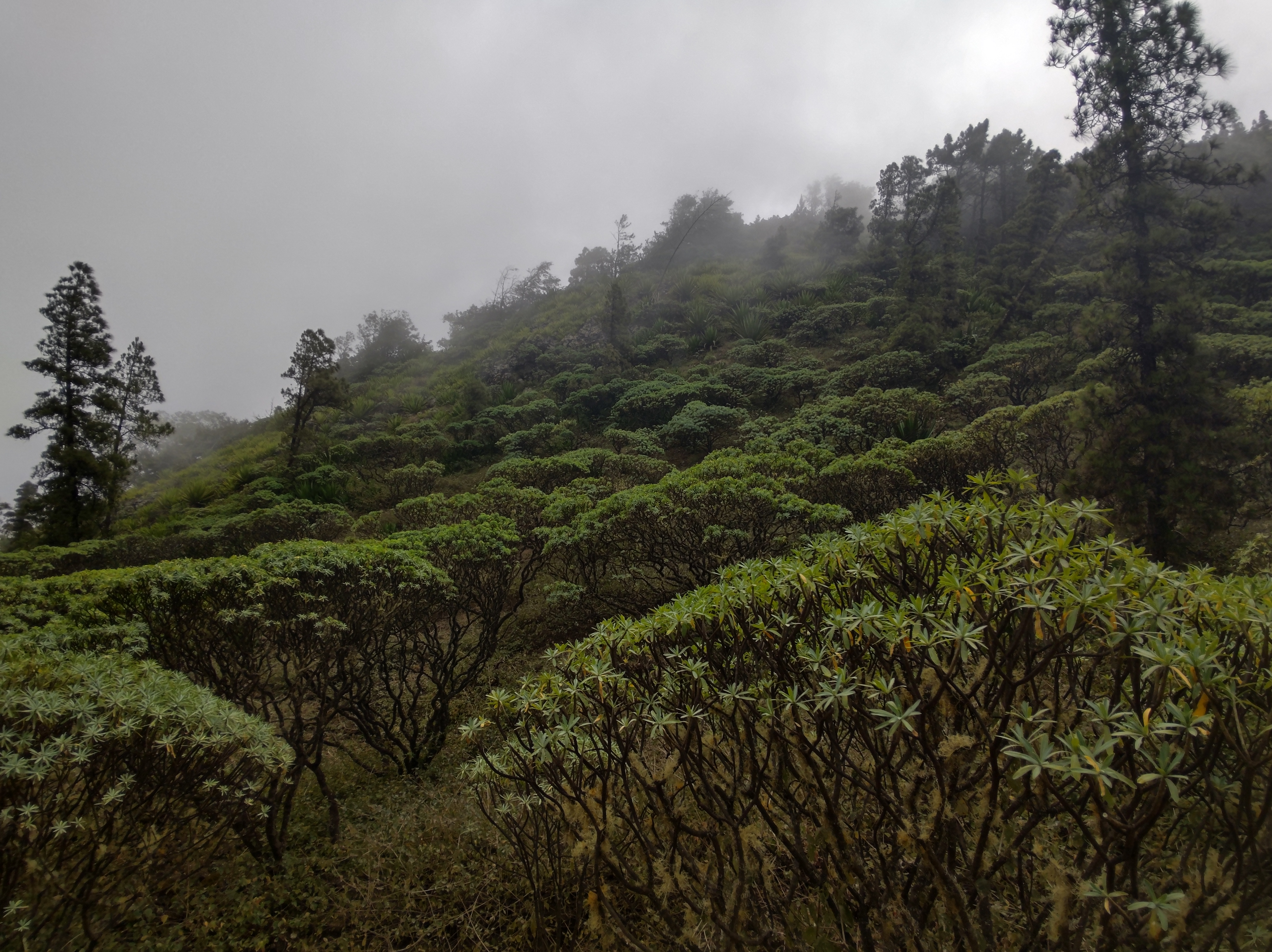
Euphorbia Tuckeyana una planta endémica de Cabo Verde que se puede ver en la isla de San Nicolás

El archipiélago alberga cinco especies de tortugas marinas: la tortuga laúd (Dermochelys coriacea), la tortuga carey (Eretmochelys imbricata), la tortuga golfina (Lepidochelys olivacea), la tortuga verde (Chelonia mydas) y la tortuga boba (Caretta caretta). Estas tortugas acuden cada año, de mayo a septiembre, a desovar. Las playas de la isla de Boa Vista son el tercer lugar de anidación de la tortuga boba en el mundo.
En invierno, se puede observar la ballena jorobada (Megaptera novaeangliae), que probablemente se reproduce cerca del archipiélago durante este periodo.

### Flora

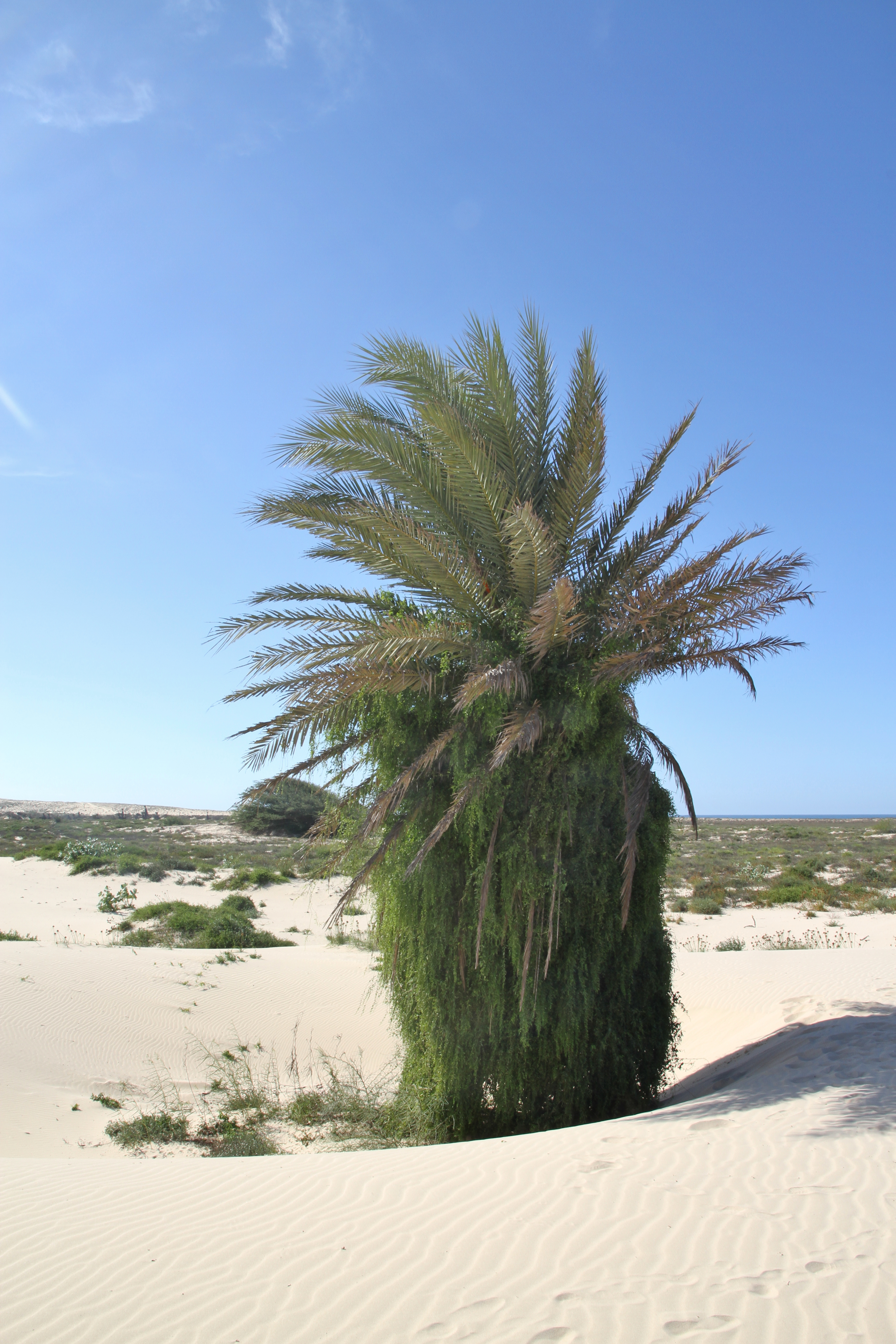
Palmera Phoenix atlantica en Boa Vista, Cabo Verde

Históricamente, Cabo Verde probablemente no era rico en vegetación, aunque las pruebas de la situación en épocas anteriores son muy escasas. Cuando Cabo Verde fue descubierto y colonizado por los portugueses en el siglo XV, la vegetación consistía principalmente en bosques secos y matorrales, que sufrieron un cambio bajo la influencia de los pobladores de este grupo de islas hasta entonces aislado y deshabitado. La flora y la fauna endémicas de las islas fueron perturbadas y ahora han quedado confinadas sobre todo en las cumbres de las montañas, las laderas escarpadas y otras zonas inaccesibles.
La vegetación de las islas es básicamente de tipo sabana o estepa. Hay árboles típicos de climas templados y tropicales, dependiendo de la altitud. Las partes más llanas de las islas albergan plantas semidesérticas, mientras que las tierras más altas tienen matorrales áridos. Las laderas de sotavento suelen ser desérticas, con una cubierta arbustiva muy escasa, en su mayoría espinosa y en algunos casos tóxica. En el subsuelo salobre de Maio, Sal y Boa Vista crecen varias plantas xerófilas.
Hay 664 especies de plantas catalogadas, entre las que se encuentran dos especies amenazadas. Más de 80 taxones de plantas vasculares son endémicos de Cabo Verde; entre ellas se encuentran Tornabenea, Aeonium gorgoneum, Campanula bravensis (campanilla), Nauplius smithii, Artemisia gorgonum (artemisa), Sideroxylon marginata, Lotus jacobaeus, Lavandula rotundifolia, Sarcostemma daltonii, Euphorbia tuckeyana, Polycarpaea gayi y Erysimum caboverdeanum (alhelí). Varios árboles son autóctonos, como el dragón verde azulado de copa plana Dracaena draco, Tamarix senegalensis, Phoenix atlantica (tamareira), en las lagunas y desiertos de Boavista, el palo de hierro y una especie de higuera y Faidherbia albida (antes conocida como Acacia albida y localmente llamada simplemente "acácia"). Como resultado de una extensa plantación de árboles desde 1975, hay pinos, robles y castaños dulces en las frescas cumbres de Santo Antao, eucaliptos en las alturas de Fogo y bosques de acacias en Maio.

## Gobierno y política

Mapa topográfico y político.

Desde la instauración del multipartidismo en 1991, Cabo Verde es una república semipresidencialista estable con separación de poderes que adopta la democracia representativa como forma de gobierno. Ocupando el puesto número 23 en el índice de democracia de The Economist, Cabo Verde es considerada la nación más democrática de África, y uno de los países más democráticos del mundo. La constitución actual fue adoptada en 1980 y enmendada en 1992, 1995 y 1999. De acuerdo con ella, el presidente de la República es el jefe de Estado, elegido por voto popular para un mandato de cinco años con posibilidad de una sola reelección. El presidente debe ser elegido por mayoría absoluta de votos y, si ningún candidato obtiene más del 50 % de los sufragios en primera vuelta, se realiza una segunda vuelta electoral entre los dos candidatos más votados. El poder ejecutivo está dividido entre el presidente y el primer ministro, que es el jefe de Gobierno designado por el presidente y aprobado por el legislativo.
El poder legislativo es unicameral y consiste en una Asamblea Nacional elegida directamente mediante representación proporcional por listas para un mandato de cinco años. Desde la democratización del país, el sistema político es profundamente bipartidista con el Partido Africano de la Independencia de Cabo Verde (PAICV), antiguo partido único del país, y el Movimiento para la Democracia (MpD) como los principales partidos políticos. En la actualidad, solo un tercer partido, la Unión Caboverdiana Independiente y Democrática (UCID) tiene representación en la Asamblea Nacional aparte del MpD y el PAICV.

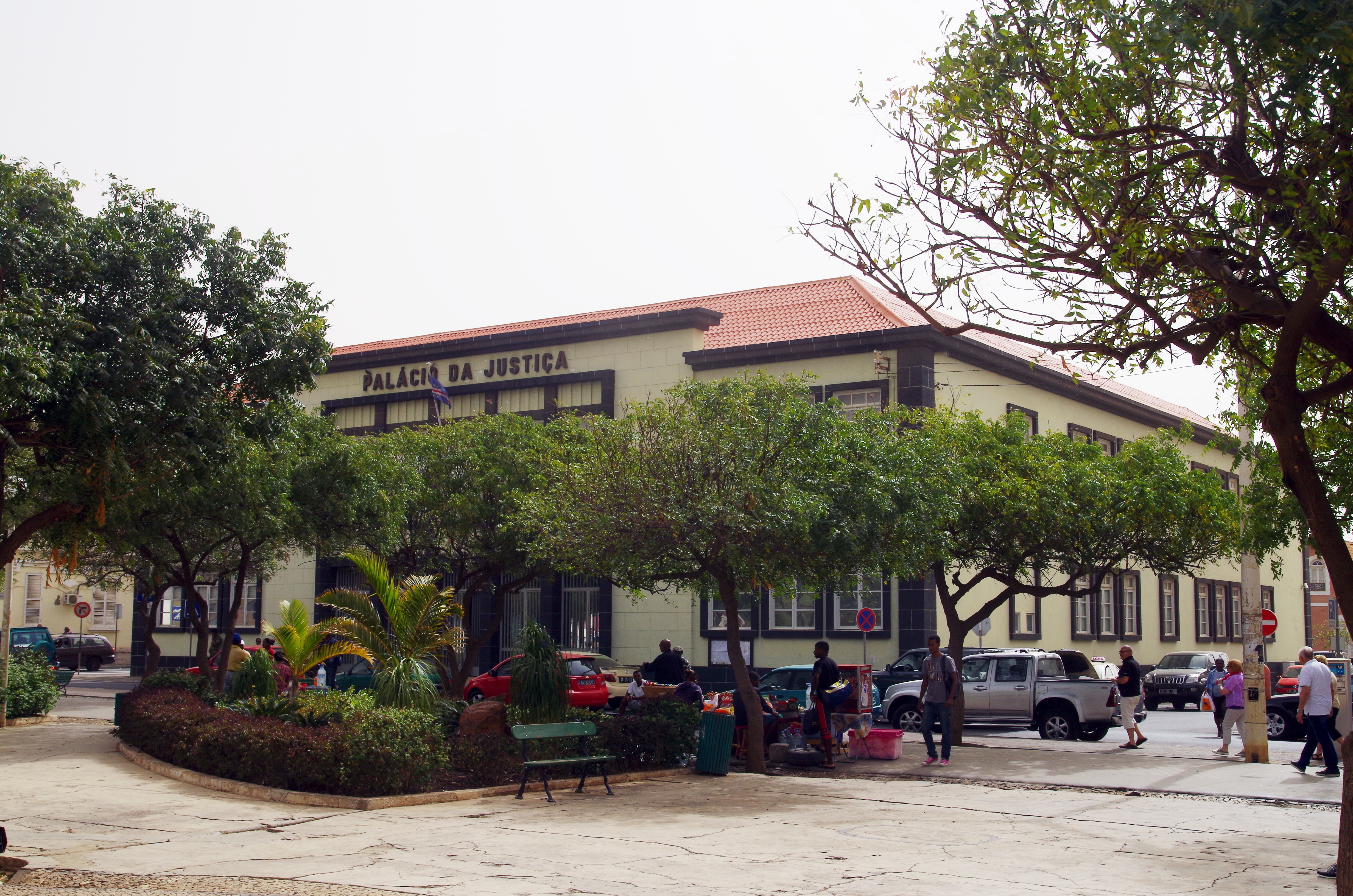
Palacio de Justicia en Praia, la capital nacional

El poder judicial consiste en una Corte Suprema de Justicia, cuyos miembros son designados por el presidente, la Asamblea Nacional y la Junta de la Magistratura, y los tribunales regionales. Los tribunales separados conocen casos civiles, constitucionales y penales. La apelación es a la Corte Suprema.
- Véase también: Presidentes de Cabo Verde

### Derechos humanos
En materia de derechos humanos, respecto a la pertenencia a los siete organismos de la Carta Internacional de Derechos Humanos, que incluyen al Comité de Derechos Humanos (HRC), Cabo Verde ha firmado o ratificado:
| Cabo Verde | Tratados internacionales | Tratados internacionales | Tratados internacionales | Tratados internacionales | Tratados internacionales | Tratados internacionales | Tratados internacionales | Tratados internacionales | Tratados internacionales  | Tratados internacionales | Tratados internacionales | Tratados internacionales | Tratados internacionales | Tratados internacionales | Tratados internacionales | Tratados internacionales | Tratados internacionales    | Tratados internacionales  |
| --- | --- | ------------------------ | --- | --- | --- | --- | ------------------------ | --- | ------------------------- | --- | ------------------------ | --- | --- | --- | ------------------------ | --- | --------------------------- | ------------------------- |
| Cabo Verde | CESCR | CESCR                    | CCPR | CCPR | CCPR | CERD | CED                      | CEDAW | CEDAW                     | CAT | CAT                      | CRC | CRC | CRC | CRC                      | MWC | CRPD                        | CRPD                      |
| Cabo Verde | CESCR | CESCR-OP                 | CCPR | CCPR-OP1 | CCPR-OP2-DP | CERD | CED                      | CEDAW | CEDAW-OP                  | CAT | CAT-OP                   | CRC | CRC-OP-AC | CRC-OP-SC | CRC-OP-CP                | MWC | CRPD                        | CRPD-OP                   |
| Pertenencia | Cabo Verde ha reconocido la competencia de recibir y procesar comunicaciones individuales por parte de los órganos competentes. | Sin información.         | Cabo Verde ha reconocido la competencia de recibir y procesar comunicaciones individuales por parte de los órganos competentes. | Cabo Verde ha reconocido la competencia de recibir y procesar comunicaciones individuales por parte de los órganos competentes. | Cabo Verde ha reconocido la competencia de recibir y procesar comunicaciones individuales por parte de los órganos competentes. | Cabo Verde ha reconocido la competencia de recibir y procesar comunicaciones individuales por parte de los órganos competentes. | Sin información.         | Cabo Verde ha reconocido la competencia de recibir y procesar comunicaciones individuales por parte de los órganos competentes. | Ni firmado ni ratificado. | Cabo Verde ha reconocido la competencia de recibir y procesar comunicaciones individuales por parte de los órganos competentes. | Sin información.         | Cabo Verde ha reconocido la competencia de recibir y procesar comunicaciones individuales por parte de los órganos competentes. | Cabo Verde ha reconocido la competencia de recibir y procesar comunicaciones individuales por parte de los órganos competentes. | Cabo Verde ha reconocido la competencia de recibir y procesar comunicaciones individuales por parte de los órganos competentes. | Sin información.         | Cabo Verde ha reconocido la competencia de recibir y procesar comunicaciones individuales por parte de los órganos competentes. | Firmado pero no ratificado. | Ni firmado ni ratificado. |
| Firmado y ratificado, firmado, pero no ratificado, ni firmado ni ratificado, sin información, ha accedido a firmar y ratificar el órgano en cuestión, pero también reconoce la competencia de recibir y procesar comunicaciones individuales por parte de los órganos competentes. | |                          | | | | |                          | |                           | |                          | | | |                          | |                             |                           |

### Diversidad sexual en Cabo Verde
Cabo Verde fue el segundo país de África (por detrás de Sudáfrica) en organizar una manifestación del Orgullo LGTBIQ+ en 2013. La actual situación en relación con la diversidad sexual en Cabo Verde lo convierte en uno de los países más tolerantes de África.

### Política exterior
Cabo Verde sigue una política de no alineamiento y busca relaciones de cooperación con todos los estados amigos. Alemania, Angola, Brasil, China, Libia, Cuba, España, Francia, Portugal, Senegal, Rusia, Luxemburgo y Estados Unidos mantienen embajadas en Praia. Cabo Verde mantiene una política exterior muy activa, especialmente en África.[cita requerida]

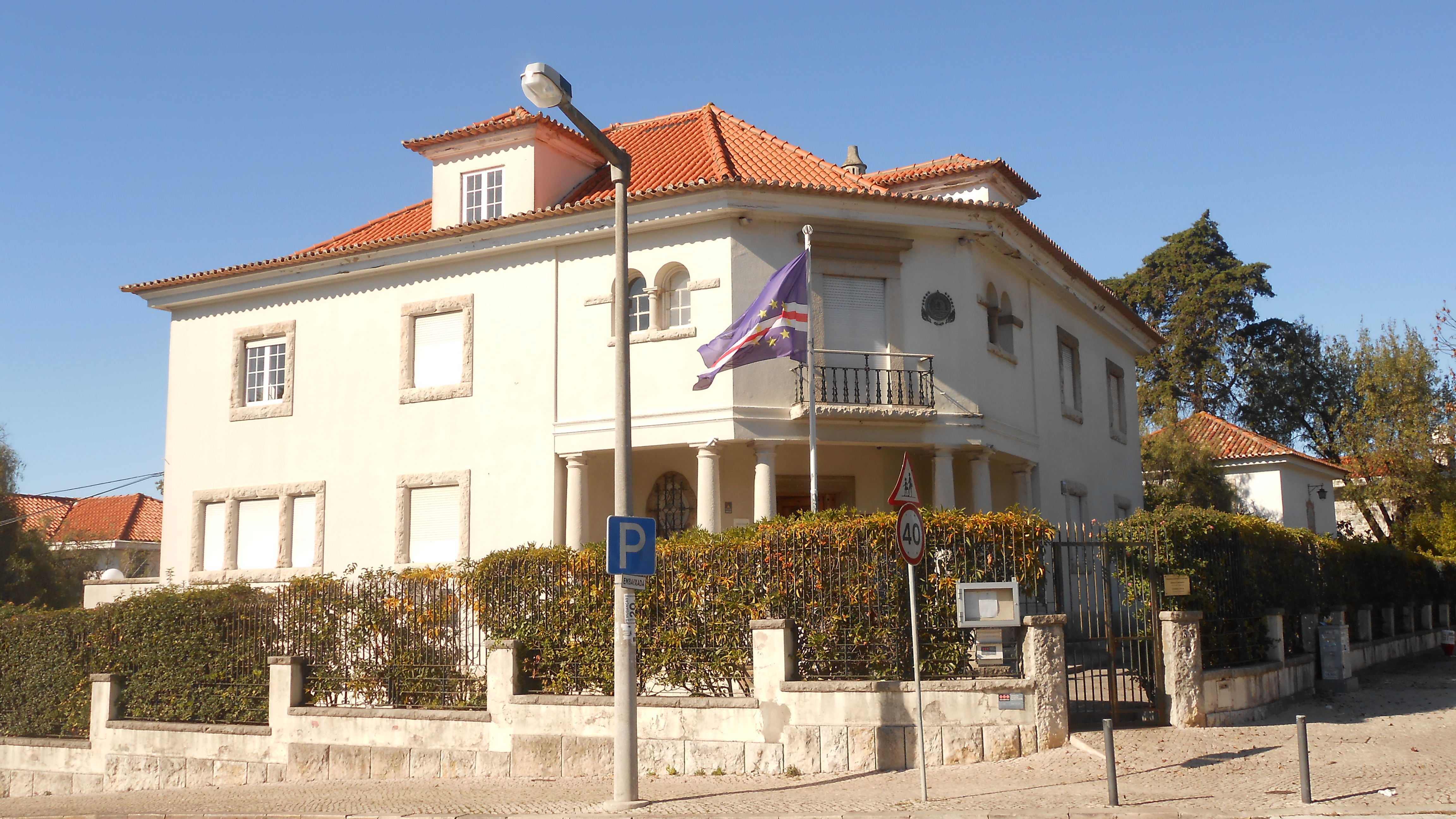
Embajada de Cabo Verde en Lisboa

Cabo Verde es miembro fundador de la Comunidad de Países de Lengua Portuguesa (CPLP), también conocida como Commonwealth Lusófona, organización internacional y asociación política de naciones lusófonas de cuatro continentes, donde el portugués es lengua oficial.
Cabo Verde mantiene relaciones bilaterales con algunas naciones lusófonas y es miembro de varias organizaciones internacionales. También participa en la mayoría de las conferencias internacionales sobre cuestiones económicas y políticas. Desde 2007, Cabo Verde tiene un estatus especial de asociación con la Unión Europea, en virtud del Acuerdo de Cotonú, y podría solicitar la adhesión especial, en particular porque el escudo caboverdiano, la moneda del país, está indexado al euro. En 2011, Cabo Verde ratificó el Estatuto de Roma de la Corte Penal Internacional. En 2017 Cabo Verde firmó y en 2022 ratificó el Tratado sobre la Prohibición de las Armas Nucleares de la ONU.
El Gobierno de Cabo Verde ha celebrado acuerdos con la Comisión Europea que permiten el desembolso de fondos de desarrollo para el archipiélago. Estos cuantiosos fondos se destinan a reducir la pobreza en el archipiélago y a desarrollar infraestructuras. El acuerdo también prevé una ayuda de emergencia en caso de catástrofe humanitaria. Desde 2007 y la firma del Acuerdo de Cotonú, Cabo Verde tiene un estatus de socio especial con la Unión Europea, que podría permitirle solicitar la adhesión.
Frontex, la agencia responsable de la seguridad de las fronteras exteriores de la UE, ha firmado un acuerdo bilateral con Cabo Verde para combatir la inmigración ilegal procedente del continente africano. Esta asociación permite realizar operaciones conjuntas en el mar y supone una progresiva adaptación de los métodos de gestión de las fronteras marítimas de Cabo Verde a los de la Unión Europea.
Estados Unidos tiene representación diplomática en Cabo Verde desde 1818. Ha prestado ayuda humanitaria de emergencia y apoyo financiero a Cabo Verde en los años posteriores a la independencia del país, especialmente tras las catástrofes naturales, como el huracán que devastó la isla de Brava en 1982 o la erupción volcánica de Fogo en 1995. El país también puede acogerse a los aranceles especiales de la Ley de Crecimiento y Oportunidad de África (AGOA) y ha firmado un acuerdo para permitir el transporte aéreo. El 4 de julio de 2005, Cabo Verde se convirtió en el tercer país en adherirse al programa de desarrollo bilateral financiado por el Gobierno estadounidense, la Cuenta del Desafío del Milenio.

### Defensa

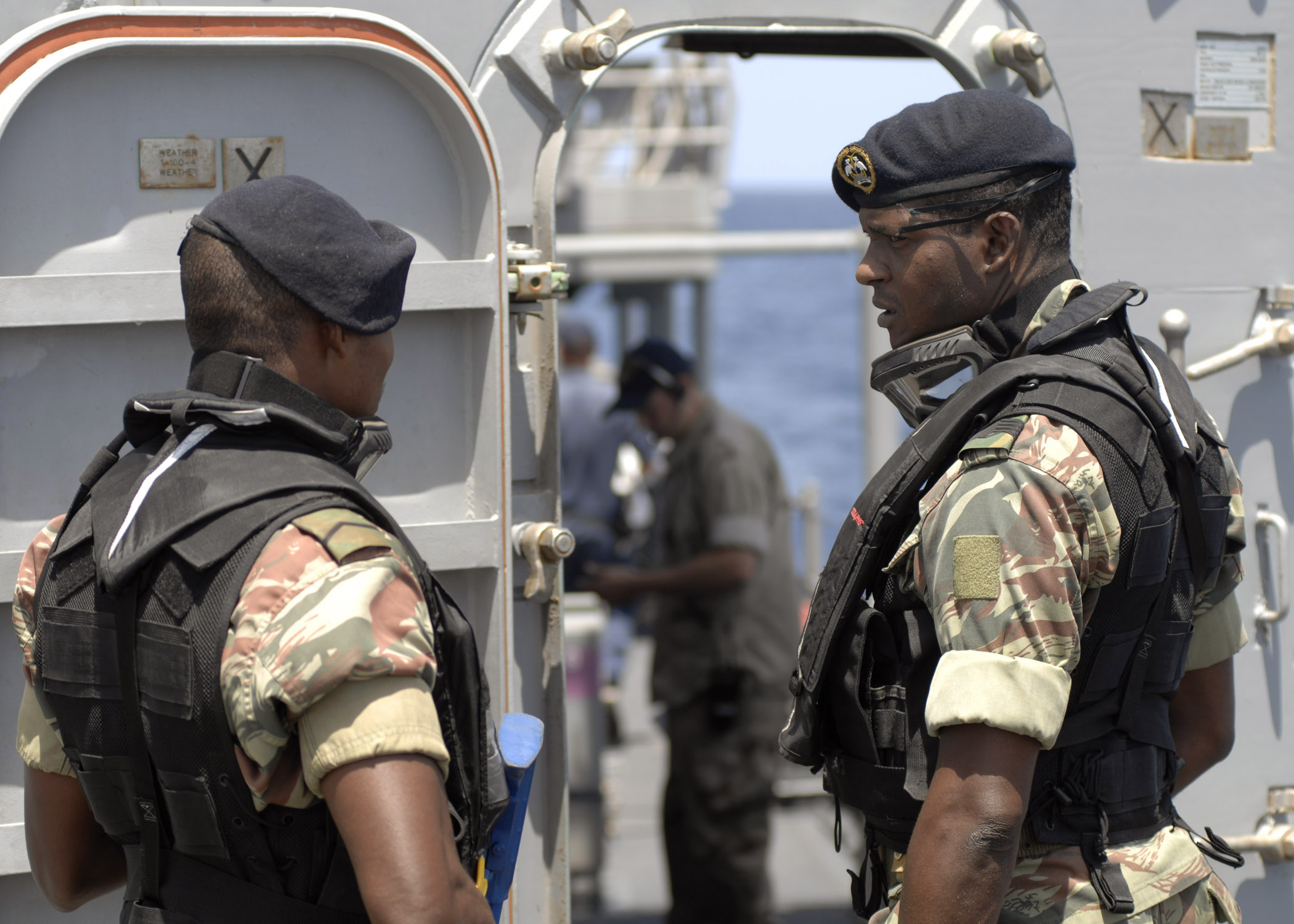
Infantes de marina de Cabo Verde.

El Ejército de Cabo Verde está formado por la guardia nacional y la guardia costera; en 2005 se gastó en él el 0,7 % del PIB del país.
Tras haber librado sus únicas batallas en la guerra por la independencia contra Portugal entre 1974 y 1975, los esfuerzos de las Fuerzas Armadas caboverdianas se han volcado en la lucha contra el narcotráfico internacional. En 2007, junto con la policía caboverdiana, llevaron a cabo la Operación Lancha Voadora, una exitosa operación para acabar con un grupo de narcotraficantes que introducía cocaína desde Colombia hasta los Países Bajos y Alemania utilizando el país como punto de reabastecimiento. La operación duró más de tres años, siendo una operación secreta durante los dos primeros años, y terminó en 2010. En 2016, las Fuerzas Armadas de Cabo Verde estuvieron implicadas en la masacre de Monte Tchota, un incidente entre verdes que se saldó con once muertos.

## Organización político-administrativa
Cabo Verde está dividido en los siguientes municipios (concelhos):

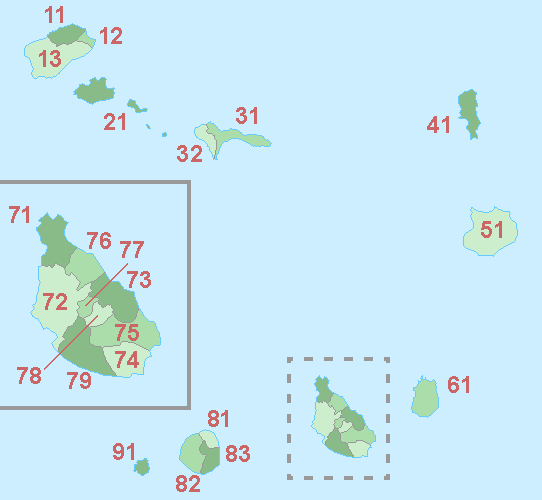
Nuevo mapa político de Cabo Verde.

- 1 - Tarrafal
- 2 - São Miguel
- 3 - São Salvador do Mundo
- 4 - Santa Cruz
- 5 - São Domingos
- 6 - Praia
- 7 - Ribeira Grande de Santiago
- 8 - São Lourenço dos Órgãos
- 9 - Santa Catarina
- 10 - Brava
- 11 - São Filipe
- 12 - Santa Catarina do Fogo
- 13 - Mosteiros
- 14 - Maio
- 15 - Boavista
- 16 - Sal
- 17 - Ribeira Brava
- 18 - Tarrafal de São Nicolau
- 19 - São Vicente
- 20 - Porto Novo
- 21 - Ribeira Grande
- 22 - Paul

## Economía
Su posición es muy apta para el comercio, aunque el país sufre la falta de recursos y su economía se ve perjudicada por abundantes inundaciones y sequías. La agricultura solo es viable durante todo el año en cuatro islas. La mayor parte del PIB proviene de la industria y del sector servicios, especialmente el turismo. Hay muchos caboverdianos repartidos por todo el mundo que ayudan a mejorar la economía del país con sus remesas de divisas.

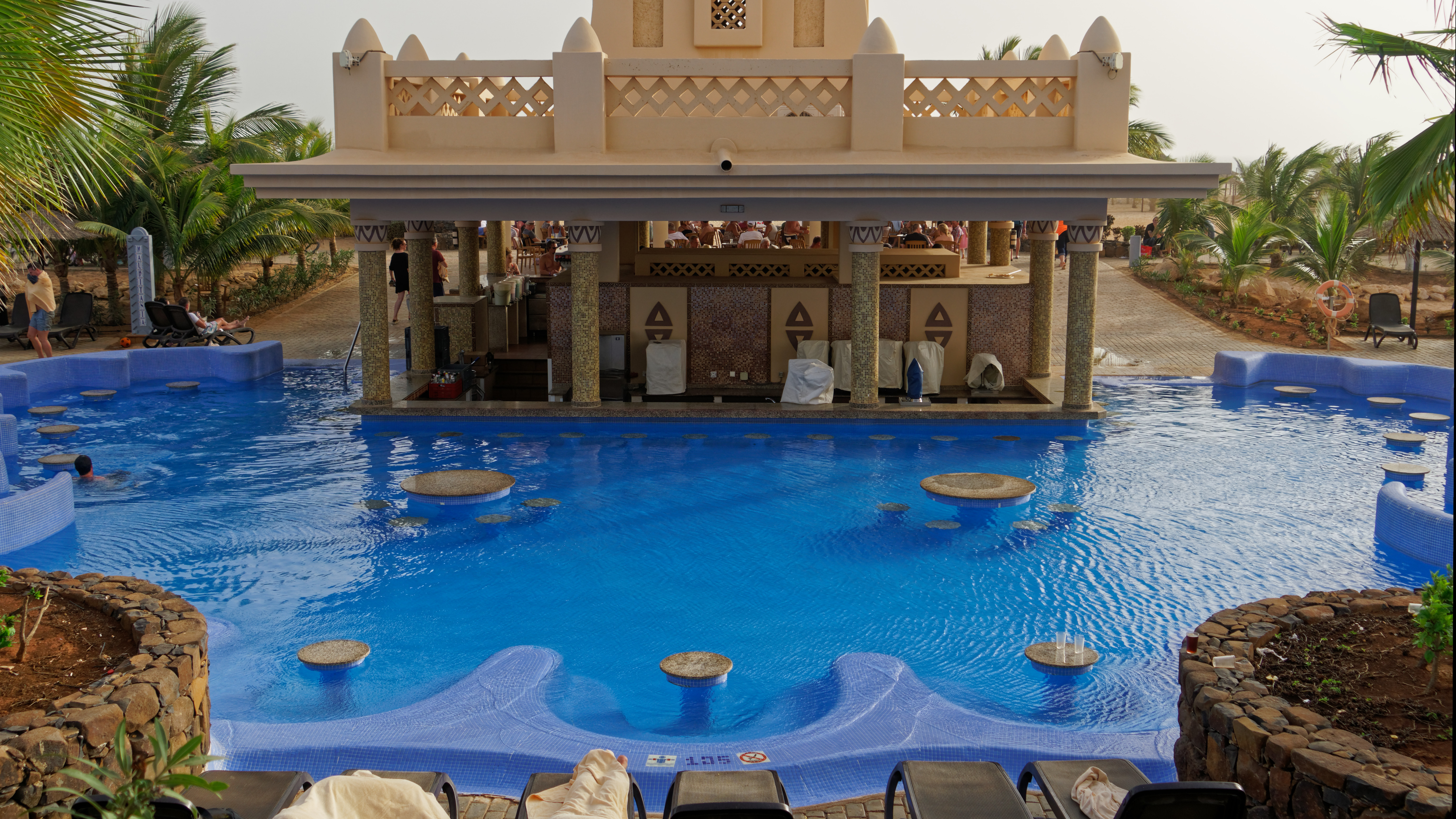
Vista parcial de un hotel en Boa Vista, Cabo Verde

A partir de la independencia la salud y la educación se vieron favorecidas (75 % de la población está alfabetizada, las grandes epidemias desaparecieron, así como la hambruna, aunque un 14 % de los niños sufre de desnutrición), la economía local se caracteriza por la ausencia de oportunidades, lo que alimenta la frustración y el resentimiento. Las cifras oficiales ocultan muy grandes desigualdades sociales. El régimen socialista que se implantó después de la independencia provocó hambruna y miseria, pero debido al giro político liberal, con las privatizaciones y la apertura al libre comercio, la situación del país ha mejorado.
Cabo Verde produce poco: sus recursos mineros son casi inexistentes, sufre de una sequía crónica y la producción agrícola apenas cubre un 10% de las necesidades.

### Moneda
La moneda oficial es el escudo caboverdiano, mientras que el euro cuenta con un estatus semioficial. 
El escudo se convirtió en la moneda de Cabo Verde en 1914. Reemplazó al real a una tasa de 1000 reales = 1 escudo. Hasta 1930 Cabo Verde utilizó monedas de Portugal. Sin embargo, los billetes emitidos por el Banco Nacional Ultramarino eran únicamente para Cabo Verde desde el año 1865.
Hasta la independencia del país en 1975, el escudo caboverdiano era similar al escudo portugués. A mediados de 1998, un acuerdo con Portugal estableció una tasa fija de 1 escudo portugués = 0,55 escudo caboverdiano. Desde la sustitución del escudo portugués por el euro, el escudo caboverdiano tiene una tasa de 1 euro = 110,27 escudos. 
El euro es ampliamente aceptado en Cabo Verde. En noviembre de 2004, durante una reunión en Portugal, el primer ministro de Cabo Verde consideró formalmente aceptar el euro como una de las monedas del país.

### Turismo

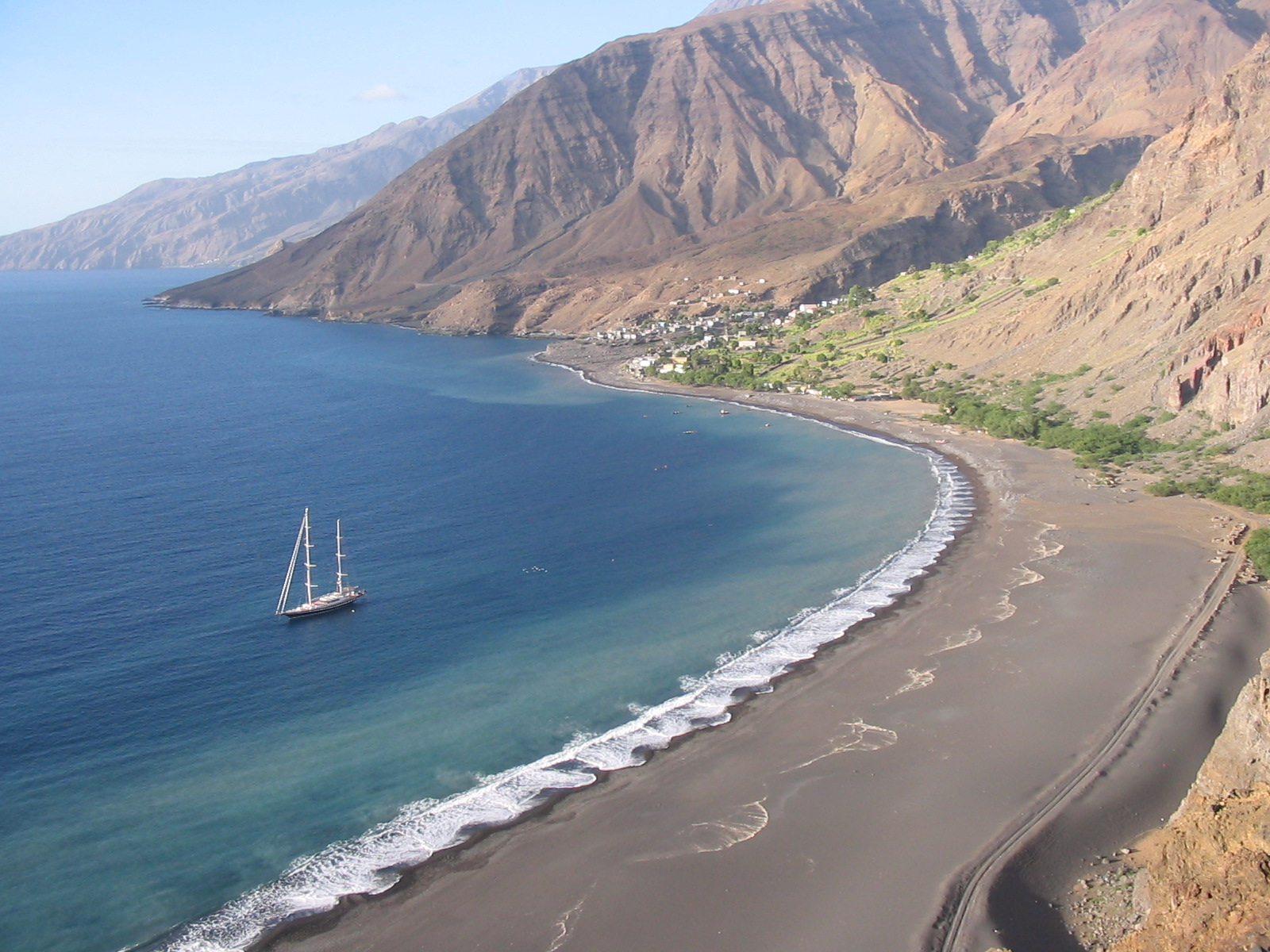
Playa en Tarrafal, Cabo Verde

La ubicación estratégica de Cabo Verde en el cruce de las rutas aéreas y marítimas del Atlántico medio se ha visto reforzada por las importantes mejoras realizadas en el puerto de Mindelo (Porto Grande) y en los aeropuertos internacionales de Sal y Praia. En diciembre de 2007 se inauguró un nuevo aeropuerto internacional en Boa Vista y a finales de 2009 se abrió en la isla de São Vicente el aeropuerto internacional más nuevo de Cabo Verde (Aeropuerto Cesária Évora). Las instalaciones de reparación de barcos en Mindelo se inauguraron en 1983.
Los principales puertos son Mindelo y Praia, pero todas las demás islas cuentan con instalaciones portuarias más pequeñas. Además del aeropuerto internacional de Sal, se han construido aeropuertos en todas las islas habitadas. Todos los aeropuertos, excepto el de Brava y el de Santo Antão, disponen de servicios aéreos regulares. El archipiélago cuenta con 3.050 km de carreteras, de los cuales 1.010 km están pavimentados, la mayoría con adoquines.
Las perspectivas económicas futuras del país dependen en gran medida del mantenimiento de los flujos de ayuda, del fomento del turismo, de las remesas, de la subcontratación de mano de obra a los países africanos vecinos y del impulso del programa de desarrollo del Gobierno.

### Recursos
Cerca del 75 % de los alimentos son importados. Cabo Verde registra anualmente un elevado déficit comercial, financiado por la ayuda exterior y las remesas de los emigrantes; las remesas constituyen un complemento del PIB superior al 20 %. Las reformas económicas, iniciadas por el nuevo Gobierno democrático en 1991, tienen como objetivo desarrollar el sector privado y atraer la inversión extranjera para diversificar la economía. Desde 1991, las políticas del Gobierno incluyen una acogida abierta a los inversores extranjeros y un programa de privatización de gran alcance.
El pescado y el marisco son abundantes, y se exportan pequeñas cantidades. Cabo Verde cuenta con instalaciones de almacenamiento en frío y congelación, así como con plantas de procesamiento de pescado en Mindelo, Praia y en Sal. Sin embargo, el potencial pesquero, sobre todo de langosta y atún, no está plenamente explotado.
La economía está orientada a los servicios, y el comercio, el transporte y los servicios públicos representan casi el 70 % del PIB. Aunque casi el 35 % de la población vive en zonas rurales, el porcentaje de la agricultura en el PIB en 2010 era solo del 9,2 % (frente al 8,9 % en 1995); del total de 1998, la pesca representa el 1,5 %.
El Gobierno caboverdiano estableció como principales prioridades para el desarrollo la promoción de una economía de mercado y del sector privado; el desarrollo del turismo, de las industrias manufactureras ligeras y de la pesca; y el desarrollo de las instalaciones de transporte, comunicaciones y energía. En 1994-95 Cabo Verde recibió un total de unos 50 millones de dólares en inversiones extranjeras, de los cuales el 50 % se destinaron a la industria, el 19 % al turismo y el 31 % a la pesca y los servicios. Las perspectivas para el año 2000 dependen en gran medida del mantenimiento de los flujos de ayuda, las remesas y el impulso del programa de desarrollo del Gobierno.

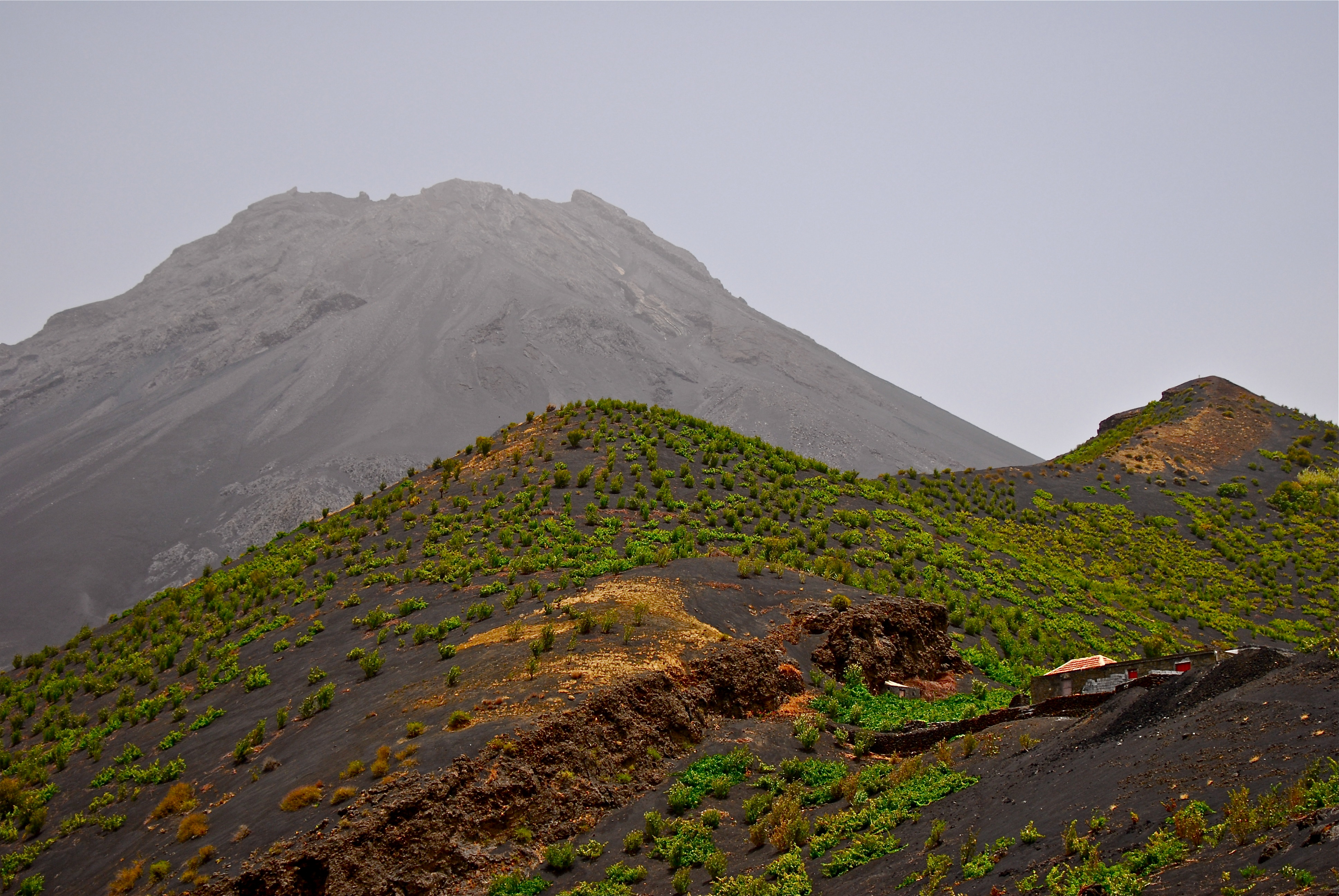
Explotación vitivinícola en Chã das Caldeiras

### Viticultura
La viticultura de Cabo Verde es una de las más cercanas al ecuador. Está confinado en la isla de Fogo, en la caldera de Chã das Caldeiras, a los pies del Pico do Fogo, un estratovolcán que entró en erupción por última vez en 2014.
Se trata de una viticultura joven con solo 120 años de tradición vinícola. Los primeros vinos se elaboraron para su exportación a Brasil y Guinea-Bisáu, que entonces era una colonia portuguesa como Cabo Verde. Los vinos de Chã son etiquetados (etiqueta roja) por la Associação dos Agricultores de Chã con la ayuda de la Unión Europea. Se comercializa con el nombre de Vinho de Fogo.
El viñedo, situado en las laderas del volcán, se encuentra a una altitud de entre 1.500 y 2.000 metros. Este suelo volcánico no requiere fertilizantes químicos y el microclima (marítimo y de gran altitud), que favorece la humedad, hace que las vides no necesiten ser regadas a pesar de la latitud.
Desde 1998, gracias a la acción conjunta de los Gobiernos de Italia y Cabo Verde, y a la asistencia técnica de COSPE (Cooperación para el Desarrollo de los Países Emergentes), una ONG italiana, se ha instalado una moderna bodega para la Associação dos Agricultores de Chã y se ha empezado a producir un vino, Vinho de Foco, Chã, que puede solicitar la denominación de origen.

### Bolsa de Valores
La bolsa de valores de Cabo Verde está situada en el barrio de Achada Santo António, en Praia. La Bolsa de Valores de Cabo Verde (BVC) fue creada el 11 de mayo de 1998 por decisión gubernamental. A finales de 2017, la capitalización del mercado era de 68.400 millones de escudos, lo que equivale a 621 millones de euros.
La estructura de funcionamiento de la bolsa de Cabo Verde combina el sistema de subasta con sistemas de cotización para apoyar una mayor liquidez del mercado. El mercado desplegó enormes esfuerzos para reestructurarse de acuerdo con las mejores prácticas y las directrices internacionales más relevantes. Todas las plataformas son creíbles y algunas son utilizadas por Euronext Lisboa.
La BVC es miembro de la African Securities Exchanges Association.

## Infraestructura

### Transportes

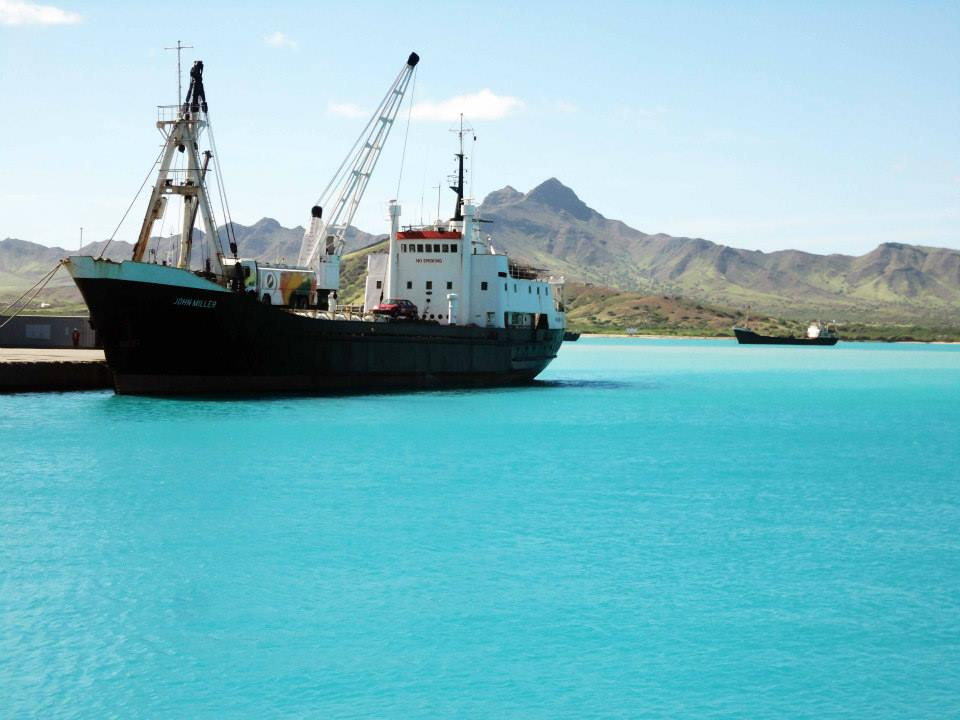
Un barco en la Bahía de Porto Grande, São Vicente, Cabo Verde

Cabo Verde cuenta con cuatro aeropuertos internacionales y tres aeródromos para el tráfico doméstico. Los aeropuertos internacionales son el Aeropuerto Internacional Amílcar Cabral situado en la isla de Sal, Aeropuerto Internacional Nelson Mandela en la ciudad de Praia, el Aeropuerto Internacional Cesária Évora en la isla de São Vicente y el Aeropuerto Internacional Aristides Pereira en la isla de Boavista. Los aeródromos son el Aeródromo de São Filipe en la isla de Fogo, Aeródromo de Preguiça en la isla de São Nicolau y el Aeródromo de Maio en la isla de su mismo nombre.
Cada isla dispone de al menos un puerto para conectarse con el resto del país. El más importante de todos es el Porto Grande situado en Mindelo construido en 1962. En la isla de Santiago está el puerto de Praia, en la isla de Sal el puerto de Palmeira, en la isla de Boavista el puerto de Sal Rei, en Santo Antão el puerto de Porto Novo, en la isla de Fogo el puerto de Vale Cavaleiros, en la isla de São Nicolau el puerto de Tarrafal, en la isla de Maio el Porto Inglês y en la isla Brava el puerto de Furna.
Cabo Verde Airlines, anteriormente llamada TACV, Transportes Aéreos de Cabo Verde, es la compañía aérea bandera de Cabo Verde, operando vuelos regulares de pasajeros y de carga entre Europa, Norteamérica, Suramérica y el continente africano. Su base principal se encuentra en el Aeropuerto Internacional Amílcar Cabral (SID), con un hub en el Aeropuerto Internacional Nelson Mandela (RAI) y otro en el Aeropuerto Internacional Cesária Évora (VXE).

### Telecomunicaciones
Actualmente dispone de dos compañías que ofrecen telefonía fija, móvil y acceso a internet, que son CV Movel y Unitel+.

## Demografía
Según el censo de 2021, Cabo Verde tiene una población de 483 628 habitantes.[cita requerida] Su idioma oficial es el portugués, aunque la lengua popular es el criollo caboverdiano (cada isla cuenta con su respectiva modalidad dialectal). En 2015 la esperanza de vida fue de 71,5 años para los hombres y de 79,9 años para las mujeres. El promedio de hijos por mujer fue de 2,32. En 2014, el 86,5 % de la población estuvo alfabetizada. Según el censo de 2010, las localidades con más habitantes son: Praia, la capital (130 271 habitantes), Mindelo (69 904), Espargos (17 081) y Assomada (12 332).

### Idiomas

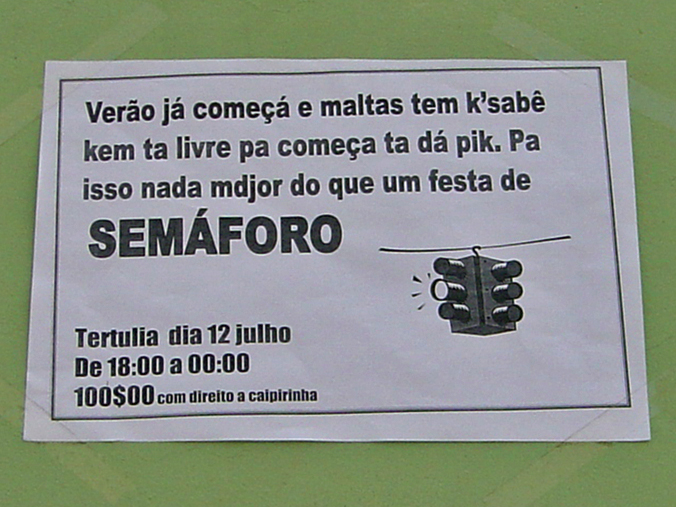
Aviso escrito en el criollo de Cabo Verde, una de las dos lenguas principales del país junto al portugués

La lengua oficial de Cabo Verde según la constitución vigente es el portugués. Es la lengua de la enseñanza y del Gobierno. También se utiliza en la prensa, la televisión y la radio.
Aunque son mínimas, existen características suficientes para diferenciar el portugués de Cabo Verde del europeo. Debido a la extensión del territorio, no se puede afirmar que existan divisiones dialectales en el portugués hablado en Cabo Verde, constituyendo el portugués de Cabo Verde, en su conjunto, una de las variedades del portugués dentro del universo de la lusofonía. Sin embargo, sigue siendo una variedad del portugués que necesita más estudios descriptivos para ofrecer una imagen más completa de sus singularidades. A diferencia de otras variedades de portugués (como el portugués de Angola, por ejemplo), en las que hay una probada influencia del portugués de Brasil (especialmente en el léxico), no se sabe con certeza cuál sería la influencia del portugués de Brasil en el portugués hablado en Cabo Verde.
No existe ninguna institución u organismo que regule el uso de la lengua portuguesa en Cabo Verde. Aun así, existen conceptos empíricos sobre lo que es "correcto" o "incorrecto" de la forma de hablar, conceptos que resultan de:
- modelos consensuados entre la mayoría de la clase educada y/o los que tienen mayor exposición al portugués;
- modelos consensuados entre académicos, profesores de idiomas, etc.

Desde el momento en que determinados fenómenos lingüísticos se producen de forma sistemática y regular, estos fenómenos ya no pueden considerarse desviaciones de la norma o idiolectos, sino la expresión genuina de una variedad específica de una comunidad.
Otro fenómeno interesante es que, si por un lado el portugués de Cabo Verde desarrolló una cierta especificidad, por otro lado, durante los varios años de colonización los modelos paradigmáticos eran del portugués europeo, y hasta hoy, las obras de referencia (gramáticas, diccionarios, libros de texto, etc.) provienen de Portugal. En conclusión, asistimos a dos movimientos de dirección opuesta que se producen simultáneamente: por un lado, el portugués hablado en Cabo Verde avanza hacia un desarrollo de características propias, por otro lado, los estándares europeos de portugués siguen haciendo una presión que frena un desarrollo más rápido de una variante típicamente caboverdiana.
Cabo Verde participó en los trabajos de elaboración del Acuerdo Ortográfico de 1990 -con una delegación formada por el lingüista Manuel Veiga y el escritor Gabriel Moacyr Rodrigues- y ratificó el documento. En 1998, acogió la II Cumbre de la CPLP, celebrada en Praia, donde se firmó el primer "Protocolo Modificatorio del Acuerdo Ortográfico de la Lengua Portuguesa", eliminando del texto original la fecha de su entrada en vigor (1994). Cabo Verde ratificó este documento, así como el "Segundo Protocolo Modificatorio" (en abril de 2005), siendo el segundo país (después de Brasil) en concluir todos los procedimientos para la entrada en vigor del Acuerdo Ortográfico.

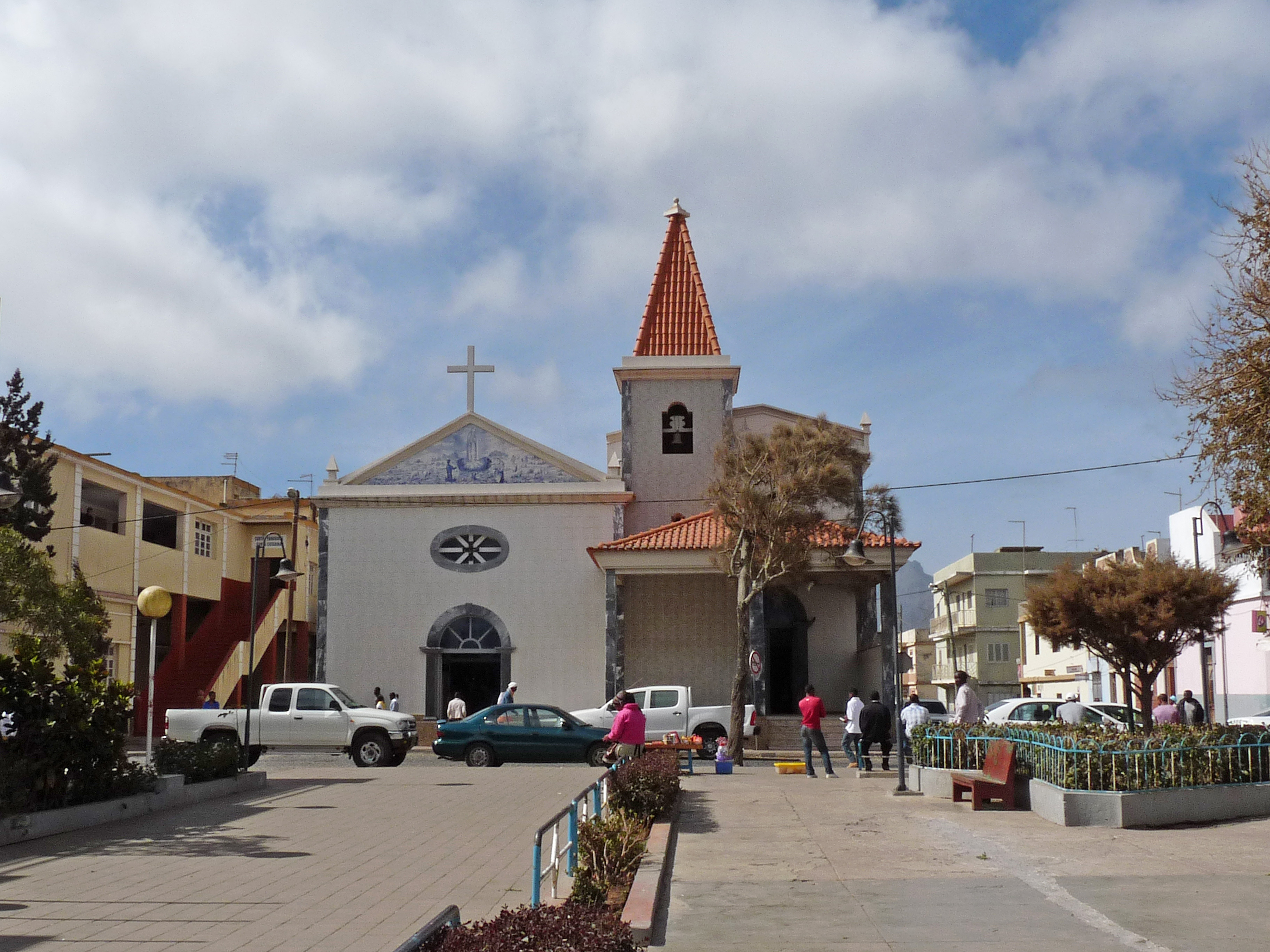
Iglesia de Nuestra Señora de Fátima en Assomada

Según el primer ministro José Maria Neves, Cabo Verde es partidario de una "aproximación ortográfica" entre las variantes existentes en Portugal y Brasil y considera que la lengua portuguesa es "un instrumento importante para el desarrollo de Cabo Verde". Aunque el Acuerdo Ortográfico de 1990 ya ha comenzado a utilizarse en algunos medios de comunicación caboverdianos, en el país sigue prevaleciendo el uso de las normas del Acuerdo Ortográfico de 1945.
El criollo caboverdiano (kriolu) es un dialecto continuo de un criollo de base portuguesa utilizado coloquialmente en todo Cabo Verde y es la lengua materna de prácticamente todos los caboverdianos. La Constitución nacional prevé medidas para equipararlo con el portugués. Existe una importante literatura en criollo, especialmente en el criollo de Santiago y en el de São Vicente. El kriolú ha ido ganando prestigio desde la independencia de la nación de Portugal.
Las diferencias entre las formas de la lengua dentro de las islas han sido un gran obstáculo en el camino de la estandarización del idioma. Algunas personas han defendido el desarrollo de dos normas: una del Norte (Barlavento), centrada en el criollo de São Vicente, y otra del Sur (Sotavento), centrada en el criollo de Santiago. Manuel Veiga, lingüista y quien fuese ministro de Cultura de Cabo Verde, es el principal defensor de la oficialización y estandarización del kriolú.

### Religión
La gran mayoría de los caboverdianos son cristianos; como consecuencia de los siglos de dominación portuguesa, los católicos de rito romano constituyen la comunidad religiosa más importante, con 77 % en 2019 (en 2007 eran 85 % de la población). La mayoría de los demás grupos religiosos cristianos son diversas denominaciones protestantes (10 %), donde la Iglesia Evangélica del Nazareno constituye la segunda comunidad más importante y otras denominaciones incluyen la Iglesia Adventista del Séptimo Día, las Asambleas de Dios, la Iglesia Universal del Reino de Dios) y las Iglesias bautistas independientes. Además hay seguidores de La Iglesia de Jesucristo de los Santos de los Últimos Días (mormones). El islam es la religión minoritaria más importante con 2 %. Hay pequeñas comunidades de bahaíes y judíos. El judaísmo tuvo una presencia histórica durante la época colonial. Los ateos constituyen el 11 % de la población. Muchos caboverdianos sincretizan el cristianismo con las creencias y costumbres africanas autóctonas.

### Emigración e inmigración
Más caboverdianos y sus descendientes viven en el extranjero (cerca de un millón y medio) que en el propio país. Las islas tienen una larga historia de emigración y los caboverdianos están muy dispersos por todo el mundo, desde Macao a Haití y desde Argentina a Suecia.[cita requerida] La diáspora puede ser mucho mayor de lo que indican las estadísticas oficiales, ya que hasta la independencia en 1975, los inmigrantes caboverdianos tenían pasaporte portugués.

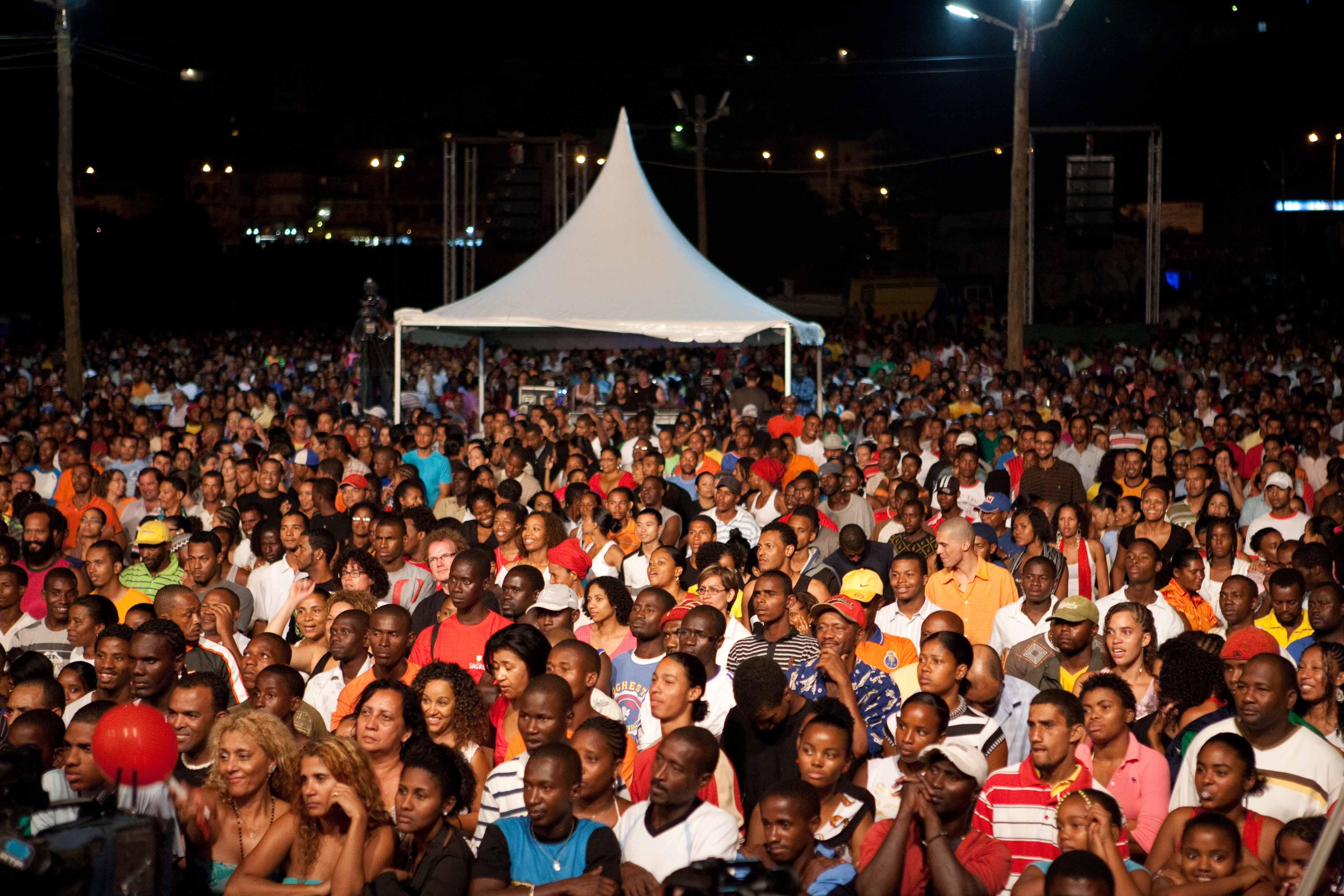
Habitantes de la Isla de Santiago, la más grande del país

La mayoría de los caboverdianos viven en Estados Unidos y Europa Occidental, siendo el primero el que alberga la mayor población de ultramar, con 500 000 personas. La mayoría de los caboverdianos en Estados Unidos se concentran en Nueva Inglaterra, especialmente en las ciudades de Providence, New Bedford y Boston; Brockton, Massachusetts, tiene la mayor comunidad de todas las ciudades estadounidenses (18 832). Los inmigrantes caboverdianos tienen un largo historial de alistamiento en el ejército estadounidense, con presencia en todos los conflictos importantes, desde la guerra de Independencia hasta la guerra de Vietnam.
Debido a los siglos de vínculos coloniales y lingüísticos, el segundo mayor número de caboverdianos vive en Portugal (150 000), con importantes comunidades en las antiguas colonias portuguesas de Angola (45 000) y Santo Tomé y Príncipe (25 000). Existen poblaciones importantes en países con similitudes culturales y lingüísticas, como España (65 500), Francia (25 000), Senegal (25 000) e Italia (20 000). Otras comunidades importantes viven en el Reino Unido (35 500), los Países Bajos (20 000, de las cuales 15 000 se concentran en Róterdam), y Luxemburgo y Escandinavia (7000). Fuera de Estados Unidos y Europa, las mayores poblaciones caboverdianas se encuentran en Brasil (4528), México (5000) y Argentina (8000).
A lo largo de los años, Cabo Verde se ha convertido cada vez más en un receptor neto de inmigrantes, debido a su renta per cápita relativamente alta, su estabilidad política y social y su libertad civil. Los chinos constituyen un segmento considerable e importante de la población extranjera, mientras que la mayor parte de la inmigración procede de los países cercanos de África Occidental. En el siglo XXI se han instalado en el país algunos miles de europeos y latinoamericanos, en su mayoría profesionales, empresarios y jubilados. Más de 22 000 residentes nacidos en el extranjero están nacionalizados y proceden de más de noventa países.
La experiencia de la diáspora caboverdiana se refleja en muchas expresiones artísticas y culturales, entre las que destaca la canción «Sodade», de Cesária Évora.

### Salud

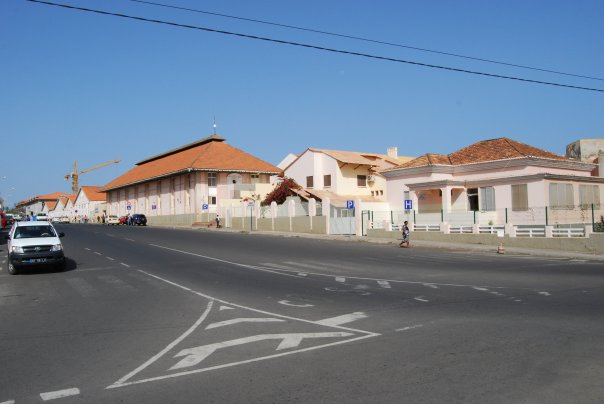
Hospital Agostinho Neto (Praia)

La tasa de mortalidad infantil entre los niños caboverdianos de 0 a 5 años fue de 14,2 por cada 1000 nacidos vivos en 2020 según Unicef, mientras que la tasa de mortalidad materna fue de 58 muertes por cada 100 000 nacidos vivos. Se estima que la tasa de prevalencia del VIH-sida entre los caboverdianos de 15 a 49 años fue del 0,6 % en 2021.
Según datos de 2020 de la ONU, la esperanza de vida al nacer en Cabo Verde es de 69,2 años para los hombres y 75,9 años para las mujeres. En el archipiélago caboverdiano hay seis hospitales: dos centrales (uno en la capital, Praia, y otro en Mindelo, São Vicente) y cuatro regionales (uno en Santa Catarina (región norte de Santiago), otro en São Antão, otro en Fogo y otro en Sal). Además, hay 28 centros de salud, 35 centros de saneamiento y diversas clínicas privadas repartidas por todo el archipiélago.
La población de Cabo Verde es una de las más sanas de África. Desde su independencia, ha mejorado mucho sus indicadores sanitarios. Además de haber ascendido al grupo de países de "desarrollo medio" en 2007, abandonando la categoría de países menos desarrollados (convirtiéndose en el segundo país en hacerlo), en 2020 era el undécimo país mejor clasificado de África en su Índice de Desarrollo Humano.
En 2015 el gasto total en salud fue del 7,1 % del PIB.

### Educación

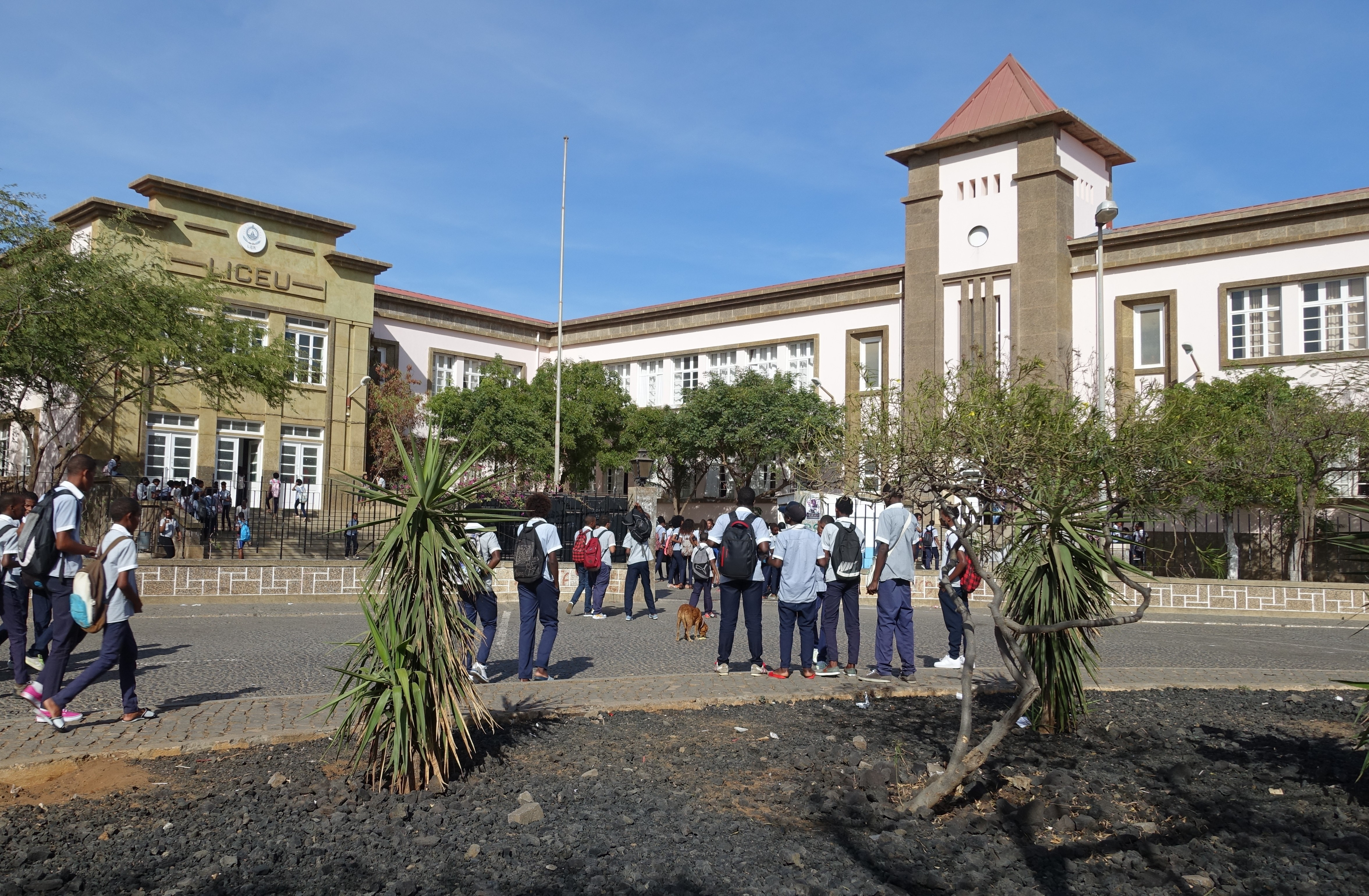
Liceo Domingo Ramos en Praia, Cabo Verde

Aunque el sistema educativo caboverdiano es similar al portugués, a lo largo de los años las universidades locales han ido adoptando cada vez más el sistema educativo estadounidense; por ejemplo, las diez universidades existentes en el país ofrecen programas de licenciatura de cuatro años, frente a los programas de licenciatura de cinco años que existían antes de 2010. Algunas fuentes afirman que Cabo Verde tiene el segundo mejor sistema educativo de África, después de Sudáfrica. La educación primaria en Cabo Verde es obligatoria y gratuita para los niños de entre seis y catorce años.
En 2011, la tasa neta de matriculación en la escuela primaria era del 85 %. En 2001 aproximadamente el 90 % de la población total mayor de 15 años estuvo alfabetizada, y aproximadamente el 25 % de la población tuvo un título universitario; un número significativo de estos graduados universitarios tuvieron títulos de doctorado en diferentes campos académicos. El 90 % de los niños en edad escolar dispusieron de libros de texto y el 98 % de los profesores habían asistido a cursos de formación continua. Aunque la mayoría de los niños tuvieron acceso a la educación, siguieron existiendo algunos problemas. Por ejemplo, el gasto en material escolar, almuerzos y libros fue insuficiente.

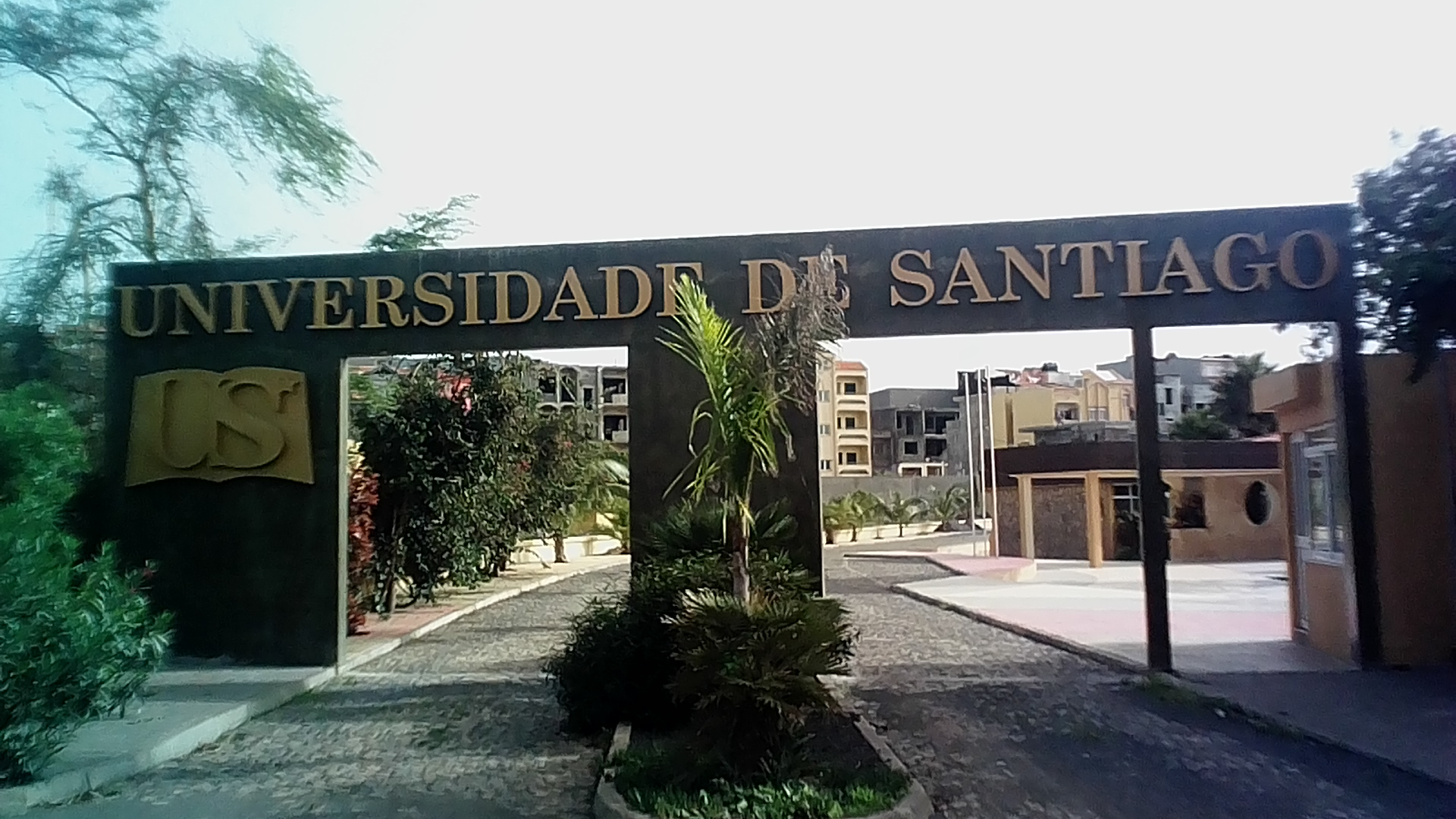
El campus principal de la Universidad de Santiago en Assomada, Cabo Verde

En octubre de 2016, había 69 escuelas secundarias en todo el archipiélago (incluidas diecinueve escuelas secundarias privadas) y al menos diez universidades en el país que tienen su sede en las dos islas de Santiago y São Vicente.
En 2015, el 23 % de la población caboverdiana había asistido o se había graduado en la enseñanza secundaria. En cuanto a la educación superior, el 9 % de los hombres caboverdianos y el 8 % de las mujeres caboverdianas tenían una licenciatura o habían asistido a universidades. La tasa global de educación universitaria (es decir, graduados universitarios y estudiantes de grado) en Cabo Verde es de alrededor del 24 %, en relación con la población local en edad universitaria. El gasto total en educación fue del 5,6 % del PIB (2010). La media de años de escolarización de los adultos mayores de veinticinco años es de doce.
Estas tendencias se mantuvieron en 2017. Cabo Verde destaca en África Occidental por la calidad y el carácter inclusivo de su sistema de educación superior. En 2017, uno de cada cuatro jóvenes asistió a la universidad y un tercio de los estudiantes se decantó por los campos de la ciencia, la tecnología, la ingeniería y las matemáticas. Las mujeres constituían un tercio de los estudiantes, pero dos tercios de los graduados en 2018.

### Ciencia y tecnología
En 2011, Cabo Verde dedicó apenas el 0,07 % de su PIB a la investigación y el desarrollo, uno de los índices más bajos de África Occidental. El Ministerio de Educación Superior, Ciencia y Cultura planea fortalecer los sectores de investigación y académico poniendo énfasis en una mayor movilidad, a través de programas de intercambio y acuerdos de cooperación internacional. Como parte de esta estrategia, Cabo Verde participa en el programa iberoamericano de movilidad académica que espera movilizar a 200 000 académicos entre 2015 y 2020. Cabo Verde ocupó el puesto 90 en el índice mundial de innovación de la OMPI en 2024;mientras que en 2023 ocupó el lugar 91.
Cabo Verde contaba con 25 investigadores en 2011, una densidad de investigadores de 51 por millón de habitantes. La media mundial era de 1.083 por millón en 2013. Los 25 investigadores trabajaban en el sector gubernamental en 2011 y uno de cada tres era mujer (36 %). No se realizaba ninguna investigación en ciencias médicas o agrícolas. De los ocho ingenieros dedicados a la investigación y el desarrollo, uno era mujer. Tres de los cinco investigadores que trabajaban en ciencias naturales eran mujeres, al igual que tres de los seis científicos sociales y dos de los cinco investigadores de humanidades.
En 2015, el Gobierno planeaba construir una "ciberisla" que desarrollaría y ofrecería servicios que incluyen el desarrollo de software, el mantenimiento de computadoras y las operaciones de back office. Aprobado en 2013, el Parque Tecnológico de Praia es un paso en esta dirección. Financiado por el Banco Africano de Desarrollo, se proyectó su inicio de actividades para 2018.

## Cultura

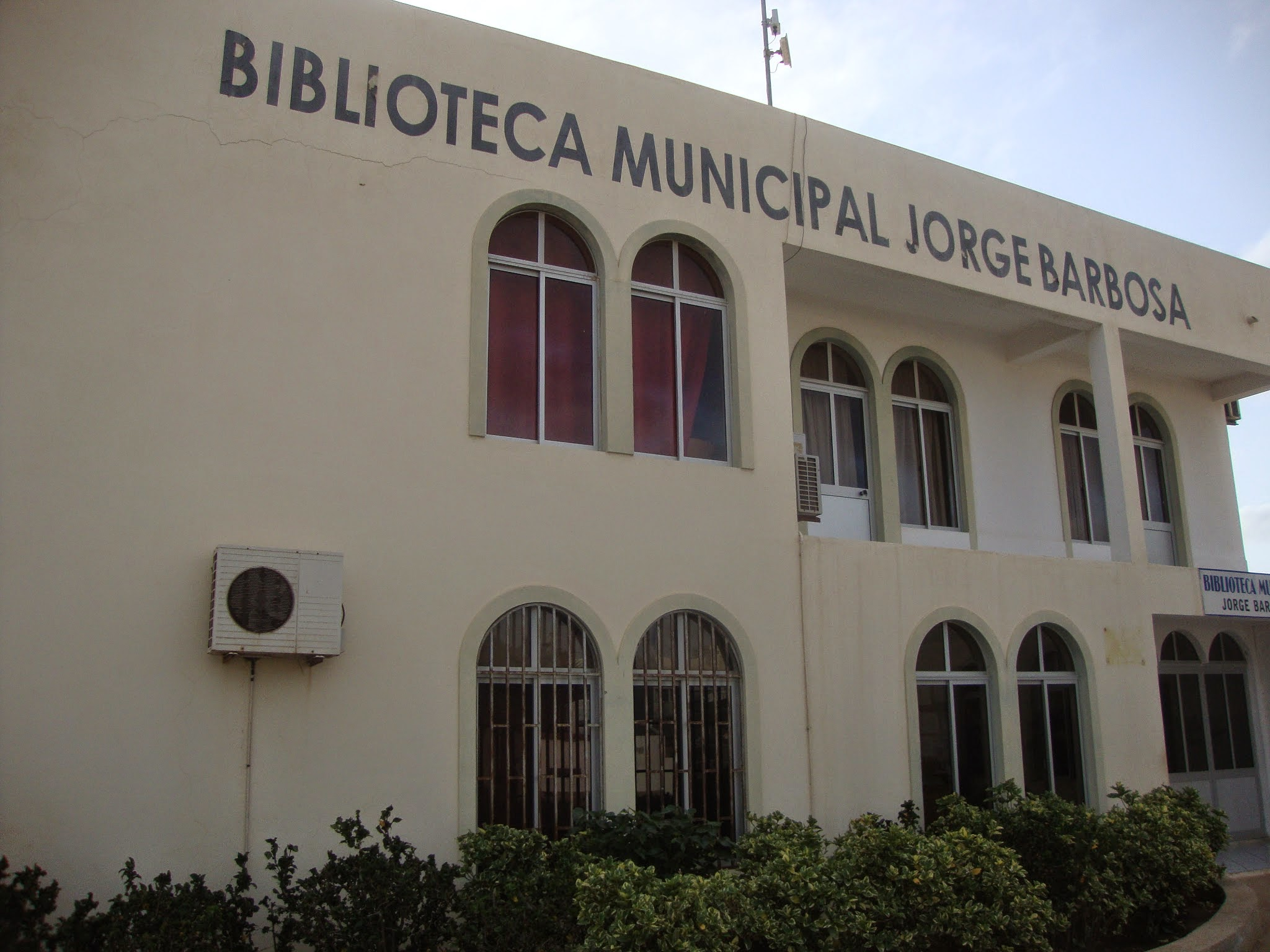
Biblioteca Municipal Jorge Barbosa en la Isla de Sal

La cultura caboverdiana es una mezcla de elementos europeos y africanos. Es conocida por su diversidad musical, que refleja los distintos orígenes de la población. El país posee géneros musicales propios como la morna. Cesária Évora es la cantante caboverdiana más conocida internacionalmente. Suzanna Lubrano es la cantante zouk más conocida.
En el país, el término crioulo se usa para referirse tanto a los residentes, a la cultura típica del país y a la lengua.
Cabo Verde también cuenta con una literatura muy rica. Destacan los fundadores de la revista Claridade —Baltasar Lopes da Silva, Manuel Lopes y Jorge Barbosa—, igual que otros autores afines a esa publicación, como António Aurélio Gonçalves, Jaime Figueiredo, Henrique Teixeira de Sousa y Joao Lopes. En los últimos años, Germano Almeida ha desarrollado una obra traducida a varios idiomas, caracterizada por su humor sutil pero mordaz.
El país y, en concreto la isla de São Vicente, fue retratado en el largometraje documental Tchindas, nominado a los Oscars del cine africano 2016.
Existen numerosas tradiciones caboverdianas. Entre ellas:

### Carnaval
Se celebra en todas las islas, principalmente en São Vicente y São Nicolau, al estilo luso-brasileño, donde todos participan. Generalmente la fiesta comienza entre enero-febrero o febrero-marzo; primero cada domingo con la Mandinga, gente vestida y pintada de negro gritando en la calle "oli mendinga teb panhób", y con varios desfiles de escuelas, profesores y niños, y el evento más importante con los cuatro grupos oficiales: Vindos de Oriente, Monte Sossêgo, abreviado como Montsû, Flores do Mindelo y Cruzeiros do Norte, también un grupo nocturno como la Samba Tropical. Por último, el miércoles de ceniza se conceden varios premios, como el de mejor carroza, reina del carnaval, mejor música y mejor grupo.

### Fiesta de San Felipe
Celebrada en Fogo, es la fiesta que conmemora el hallazgo de la bandera de São Filipe. Normalmente se celebra entre el 25 de abril y el 1 de mayo. En los días de fiesta se celebran carreras de caballos, se machacan las mazorcas para obtener las semillas de maíz para hacer xérem y cachupa, y también se celebran procesiones y misas en la Iglesia de São Filipe.

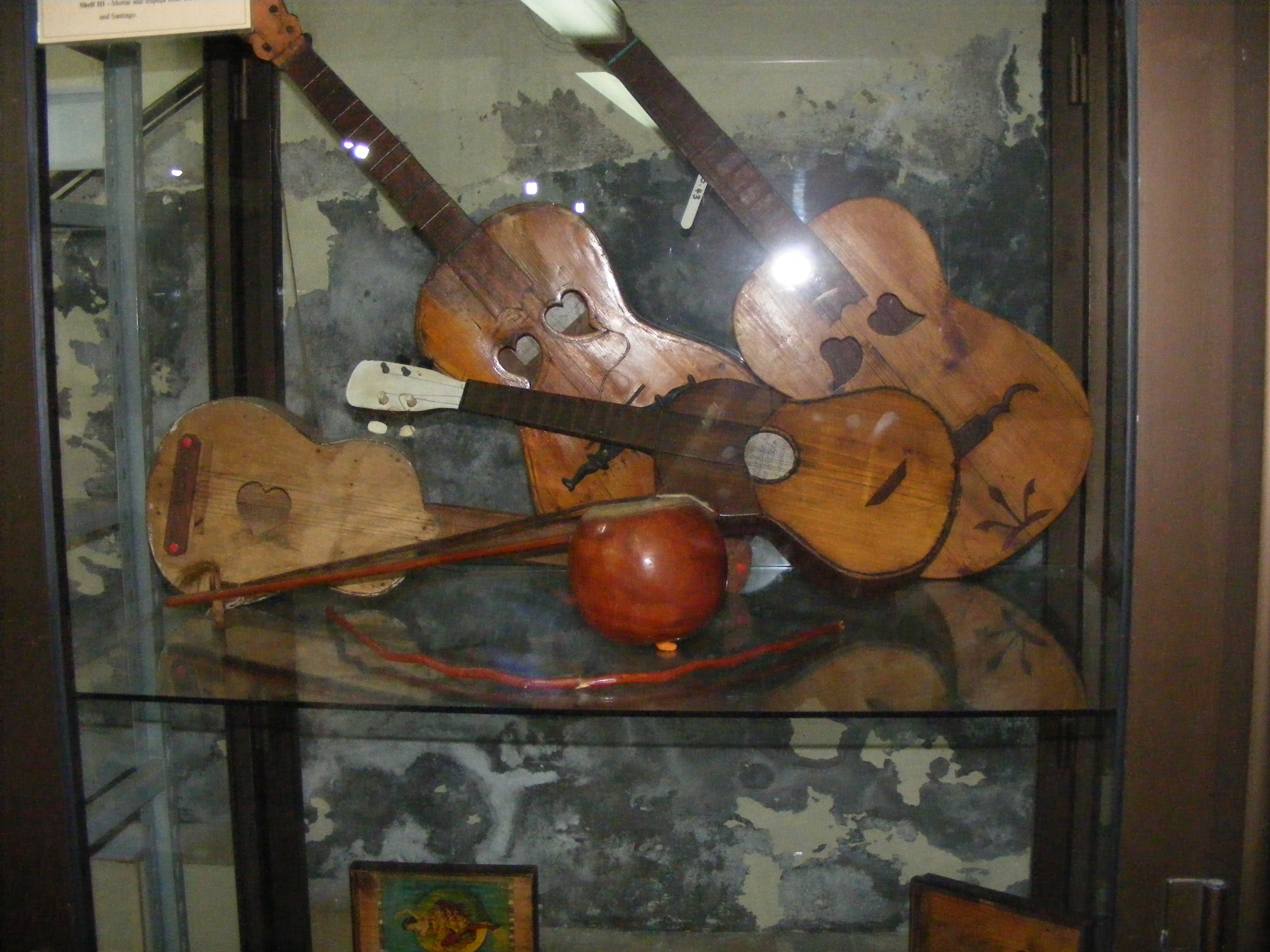
Antiguas guitarras hechas a mano, que se exponen en el Museo Etnográfico de Praia

### Batuque
Música caracterizada por un único ritmo. Se toca dando palmas con almohadillas llenas de arena. Se acompaña de un baile en el que se mueven especialmente las caderas.

### Nochevieja
El Fin de año portugués, o Fimdón en criollo, se celebra principalmente en São Vicente con fuegos artificiales y diversas fiestas. Los niños salen a la calle para cantar la Nochevieja y desear a la gente un Feliz Año Nuevo.

### Fiesta de San Juan
Se celebra el 24 de junio, día sagrado en el que se honra a San Juan Bautista. La víspera, se organizan grandes incendios para saltar por encima. Se celebra con bebidas como el grog, y bailes como la Colá San Jon. Se celebra en São Vicente, São Nicolau y Santo Antão.

### Música
El pueblo caboverdiano es conocido por su musicalidad, bien expresada por manifestaciones populares como el carnaval de Mindelo. La música caboverdiana incorpora "influencias africanas, portuguesas y brasileñas" La música nacional por excelencia de Cabo Verde es la morna, una forma de canción melancólica y lírica que se suele cantar en criollo caboverdiano. El género musical más popular después de la morna es la coladeira, seguida de la funaná y el batuque. Cesária Évora era la cantante caboverdiana más conocida en el mundo, y se la conocía como la "diva descalza", porque le gustaba actuar descalza en el escenario. También se la llamaba "la reina de Morna", en contraposición a su tío Bana, al que se llamaba "rey de Morna". El éxito internacional de Cesária Évora ha hecho que otros artistas caboverdianos, o descendientes de caboverdianos nacidos en Portugal, ganen más espacio en el mercado musical. Ejemplo de ello son las cantantes Sara Tavares y Lura y Mayra Andrade.
Otro gran exponente de la música tradicional de Cabo Verde fue Antonio Vicente Lopes, más conocido como Travadinha, e Ildo Lobo, fallecido en 2004. La Casa de la Cultura en el centro de la ciudad de Praia se llama Casa de la Cultura Ildo Lobo, en su honor.
También hay conocidos artistas nacidos de padres caboverdianos que han destacado en la escena musical internacional. Entre estos artistas están el pianista de jazz Horace Silver, el saxofonista de Duke Ellington Paul Gonsalves, Teófilo Chantre, Paul Pena, los hermanos Tavares y la cantante Lura.

### Medios de comunicación

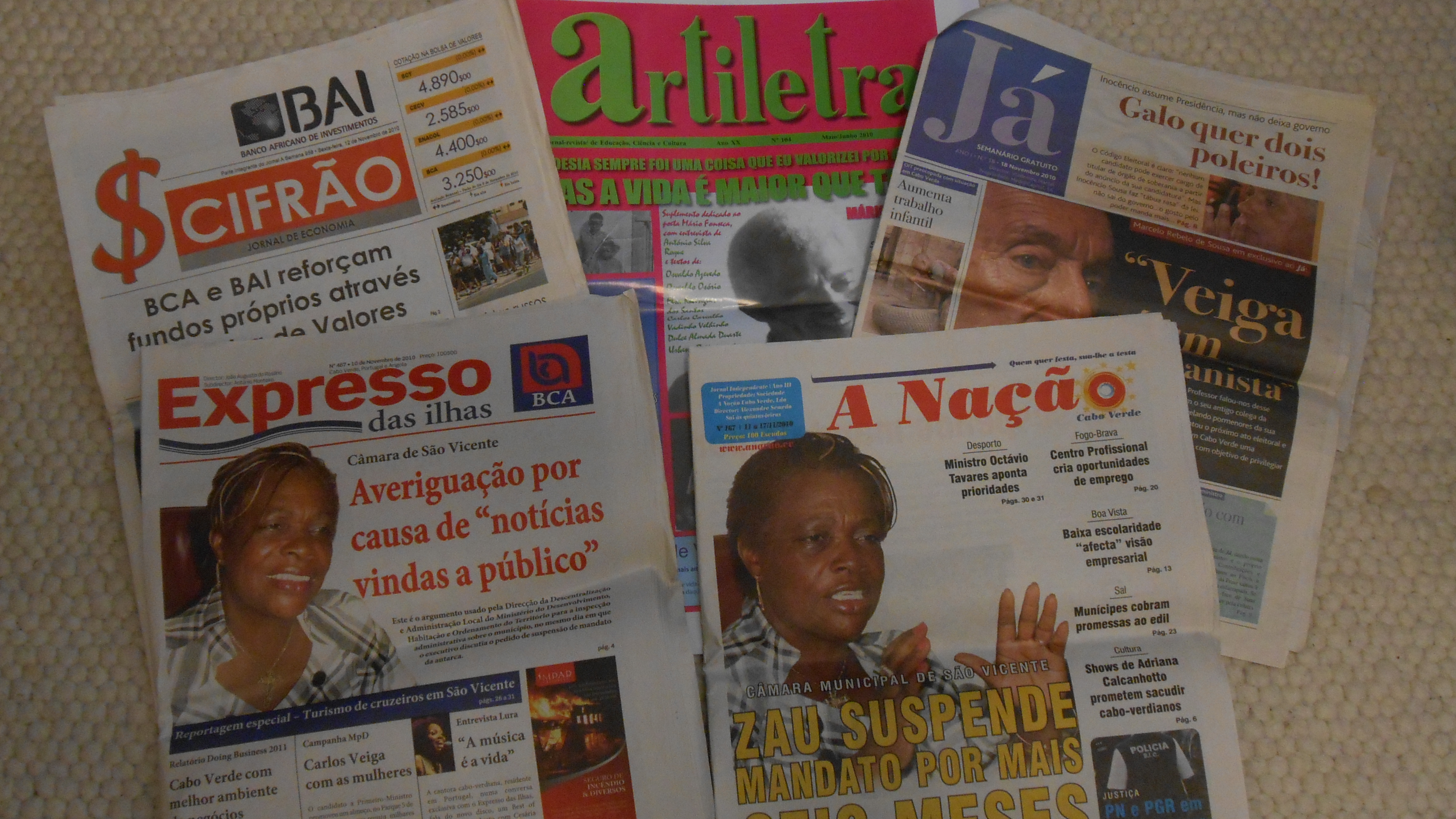
Algunos periódicos de Cabo Verde

En las ciudades con electricidad, la televisión está disponible en tres canales; uno de propiedad estatal (Radiotelevisión Caboverdiana - TCV) y tres de propiedad extranjera, RTI Cabo Verde lanzado por la RTI con sede en Portugal en 2005, el 31 de marzo de 2007, Record Cabo Verde, su propia versión fue lanzada por la Rede Record con sede en Brasil. Cabo Verde ha recibido ahora TV CPLP y se emiten algunos de sus programas, la red salió al aire por primera vez en 2016. Entre los canales prémium se encuentran las versiones caboverdianas de Boom TV y Zap Cabo Verde, dos canales propiedad de la brasileña Record. Otros canales prémium se emiten en Cabo Verde, especialmente las redes por satélite habituales en hoteles y villas. Sin embargo, la disponibilidad es casi siempre limitada. Un canal es RTP África, la versión africana de la emisora portuguesa RTP.
A principios de 2017, alrededor del 19 % de la población caboverdiana poseía un teléfono móvil activo, el 70 % tenía acceso a Internet, el 11 % poseía un teléfono fijo y el 2 % de la población estaba suscrita a la televisión local por cable. En 2003, Cabo Verde contaba con 71.700 teléfonos de línea principal y otros 53.300 teléfonos móviles en uso en todo el país.
En 2004 había siete emisoras de radio, seis independientes y una estatal. Los medios de comunicación están gestionados por la Agencia de Noticias de Cabo Verde (secundariamente como Inforpress). Las emisoras de radio nacionales son RCV, RCV+, Radio Kriola y la emisora religiosa Radio Nova[cita requerida]. Las emisoras locales son Rádio Praia, la primera emisora de radio de Cabo Verde, Praia FM, la primera emisora de FM del país, Rádio Barlavento, Rádio Clube do Mindelo y Radio Morabeza en Mindelo.

### Gastronomía
La dieta de Cabo Verde se basa principalmente en el pescado y en alimentos básicos como el maíz y el arroz. Las verduras disponibles durante la mayor parte del año son las patatas, las cebollas, los tomates, la mandioca, la col, la berza y los frijoles secos. Las frutas, como los plátanos y las papayas, están disponibles todo el año, mientras que otras, como los mangos y los aguacates, son estacionales.

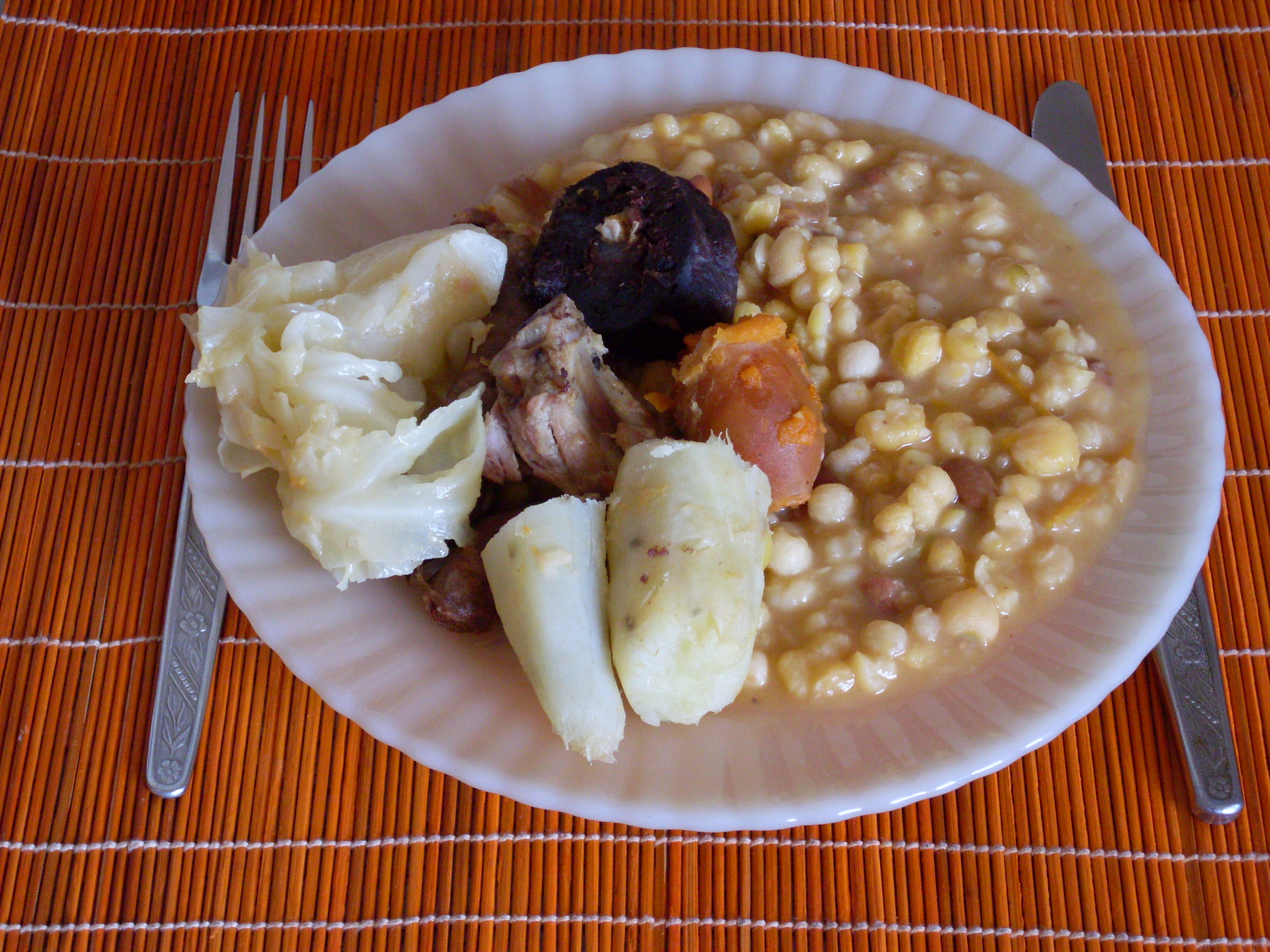
Cachupa plato típico de Cabo Verde

Un plato popular que se sirve en Cabo Verde es la cachupa, un guiso de maíz (hominy), alubias y pescado o carne cocinado a fuego lento. Un aperitivo habitual es el pastel, una concha de hojaldre rellena de pescado o carne que luego se fríe. Las bolas de mandioca son una de las más comunes en Cabo Verde.
Uno de los aspectos más importantes de la cultura caboverdiana es la bebida grogue, un ron fuerte elaborado con caña de azúcar destilada en las islas de Santo Antao y Santiago. La bebida se elabora en pueblos como Paul, en Santo Antao y Cidade Velha, en Santiago, utilizando un trapiche. Una variante de la bebida es el ponche, que se endulza con leche condensada o melaza de caña. Debido a la intoxicación al consumir el grogue, lo consumen muchos músicos caboverdianos en busca de inspiración.
Un legado de los portugueses en las islas son las aceitunas y los vinos del Alentejo, que todavía se importan.

## Deportes
El equipo deportivo más exitoso del país es la selección de baloncesto de Cabo Verde, que ganó la medalla de bronce en el Campeonato Africano de la FIBA 2007, tras vencer a Egipto en su último partido. El jugador más conocido del país es Walter Tavares, que juega en el Real Madrid de España.
Cabo Verde es famoso por la vela de olas (un tipo de windsurf) y el kiteboarding. Josh Angulo, hawaiano y campeón del mundo de olas de la PWA en 2009, ha hecho mucho por promocionar el archipiélago como destino de windsurf.[cita requerida] Mitu Monteiro, kitesurfista local, fue campeón del mundo de kitesurf en 2008 en la disciplina de olas.

La selección de fútbol de Cabo Verde, apodada Tubarões Azuis (tiburones azules) o Crioulos (criollos), es la selección nacional de Cabo Verde y está controlada por la Federación de Fútbol de Cabo Verde. La selección nunca se ha clasificado para una Copa Mundial de Fútbol, pero se ha clasificado a dos ediciones ya jugadas de la Copa Africana de Naciones. Su mayor logro fue en la edición de 2013, cuando llegó a los cuartos de final.

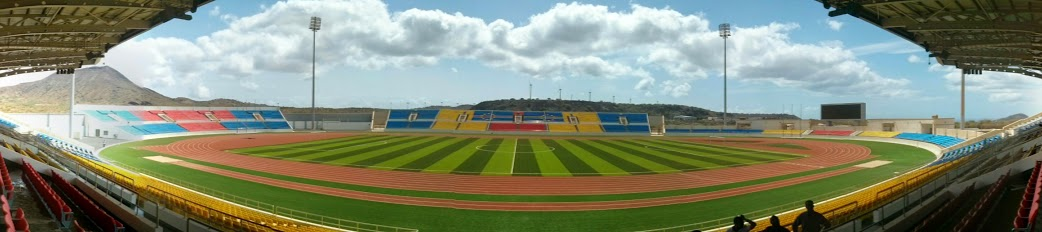
Estadio Nacional de Cabo Verde

El país ha competido en todos los Juegos Olímpicos de Verano desde 1996. En 2016, Gracelino Barbosa se convirtió en el primer caboverdiano en ganar una medalla en los Juegos Paralímpicos.

Escudo de Cabo Verde

## Símbolos
El actual escudo de Cabo Verde data de 1972. En el centro del emblema de Cabo Verde, dentro de un triángulo equilátero azul, hay una antorcha de plata. Alrededor del triángulo está el nombre oficial del país, en portugués: "República de Cabo Verde". Los elementos mencionados aparecen sobre un fondo blanco delimitado por dos círculos concéntricos de color azul, que descansan sobre tres líneas horizontales.
A cada lado del círculo hay cinco estrellas doradas. Estas estrellas, que también aparecen en la bandera nacional, representan las islas que forman Cabo Verde. En la parte inferior hay tres eslabones de una cadena y dos ramas de palmera.
La antorcha y el triángulo son símbolos de libertad y unidad nacional.
La Bandera tiene un fondo azul con tres rayas horizontales blancas-rojas-blancas que cruzan el rectángulo no en el centro sino desplazadas hacia abajo.
Un círculo de diez estrellas amarillas lo remata, lo que lo hace similar a la bandera europea o a la de las Islas Cook.
La composición de la bandera se define en el artículo ocho de la Constitución de Cabo Verde,
El azul simboliza el Océano Atlántico y las diez estrellas, las diez islas que componen el archipiélago (las Islas del Barlovento y las Islas del Sotavento). La disposición circular puede recordar tanto la disposición geográfica como la unidad de los habitantes.
La franja blanca representa el pacifismo de los caboverdianos y la roja su duro trabajo. Esta banda también recuerda la línea del horizonte.